# Heinrich-Heine-Universität Düsseldorf

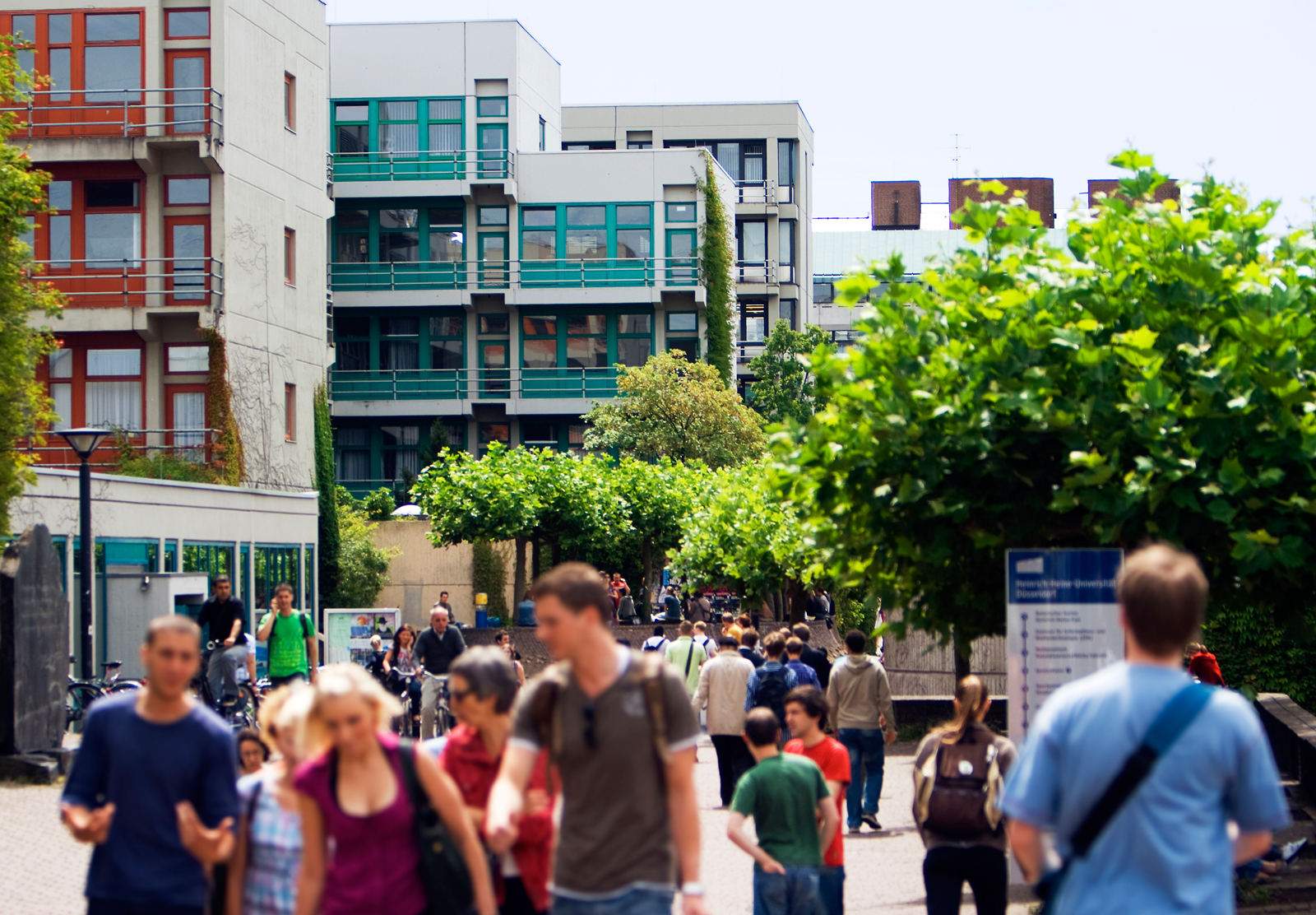
Fußgängerachse im Zentrum des Universitätscampus

Die Heinrich-Heine-Universität Düsseldorf (kurz HHU oder HHUD) ist eine deutsche Hochschule und Körperschaft des öffentlichen Rechts in der nordrhein-westfälischen Landeshauptstadt Düsseldorf und bildet aufgrund ihres Fächerspektrums eine Volluniversität. 1965 ging sie unter dem Namen Universität Düsseldorf aus einer medizinischen Akademie hervor und wurde 1988 nach dem in Düsseldorf geborenen Dichter Heinrich Heine benannt. Sie besteht seit 1993 aus fünf Fakultäten. Im Wintersemester 2018/19 sind 36.464 Studierende eingeschrieben.

## Geschichte

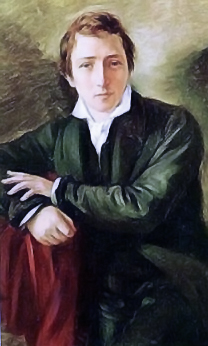
Heinrich Heine (1831)

### Vorgeschichte

#### Älteste Traditionen
Ein erster Versuch zur Einrichtung einer Universität in Düsseldorf scheiterte um die Mitte des 16. Jahrhunderts unter dem Landesherrn Wilhelm V. von Jülich-Kleve-Berg im Zusammenhang mit den damaligen konfessionellen Auseinandersetzungen in der Region. Eine juristische Fakultät gab es für etwa 95 Jahre von 1715 bis 1810 in der Rechtsakademie Düsseldorf. 250 Jahre nach diesem gescheiterten Versuch griff der französische Kaiser Napoleon Bonaparte den Plan einer Universität auf, den ihm der Düsseldorfer Staatsrat Georg Arnold Jacobi vorgelegt hatte. Düsseldorf war seinerzeit Regierungssitz des Großherzogtums Berg, eines aus dem alten Herzogtum Berg hervorgegangenen Satellitenstaats innerhalb des Rheinbundes. Die Universität sollte eine administrative Elite heranbilden, um das Großherzogtum zu konsolidieren. Im Dezember 1811 erließ Napoleon im Nachgang zu seiner Inspektionsreise Dekrete, die die Einrichtung einer Universität mit fünf Fakultäten einschließlich einer theologischen im wiederaufzubauenden Düsseldorfer Schloss anordnete. Zu Ehren des Kaisers sollte die neue Universität den Namen Napoleona Augusta tragen. Die Pläne, die der bergische Staatsrat Jacobi gutachterlich verfeinert und dem Kaiser 1812 in Paris vorgelegt hatte, scheiterten jedoch angesichts des unmittelbar bevorstehenden Russlandfeldzugs und durch das Ende der napoleonischen Herrschaft 1815. Die napoleonischen Dekrete zur Gründung der Düsseldorfer Universität wurden von Justus von Gruner, dem preußischen Gouverneur des Ende 1813 gebildeten Generalgouvernements Berg, in aller Form aufgehoben. In preußischer Zeit wurde schließlich nicht die bergische Hauptstadt Düsseldorf mit einer Universitätsgründung bedacht, sondern 1818 die Stadt Bonn mit der Rheinischen Friedrich-Wilhelms-Universität.

#### Medizinische Akademie (1907/1923 bis 1965)
Die Aufwertung Düsseldorfs zur Hochschulstadt vollzog sich auf indirektem Wege. 1907 wurde mit dem Neubau der Städtischen Kliniken die ebenfalls städtische „Düsseldorfer Akademie für praktische Medizin“ gegründet. An ihr wurden Fortbildungsveranstaltungen für bereits praktizierende Ärzte abgehalten. Ein Medizinstudium war zunächst nicht möglich. Erst 1919 nahm die Akademie provisorisch und hauptsächlich für Kriegsteilnehmer den klinischen Unterricht auf. Die preußische Regierung und der Oberbürgermeister Düsseldorfs unterzeichneten nach dieser Probephase 1923 einen Vertrag, nach dem die „Akademie für praktische Medizin“ in „Medizinische Akademie in Düsseldorf“ umbenannt wurde. Die Akademie erhielt eine Rektoratsverfassung und das Recht auf klinische Ausbildung von Studenten. Die vorklinische Ausbildung musste weiterhin an anderen Hochschulen erfolgen. Die Akademie war immer noch städtisch, die Ausbildung war aber staatlich anerkannt. Ab dem Wintersemester 1931/1932 konnte das Studium der Zahnmedizin aufgenommen werden. 1935 erhielt die „Medizinische Akademie in Düsseldorf“ das Promotionsrecht. Damit war sie den übrigen deutschen Mediziner-Ausbildungsstätten gleichgestellt. Nach dem Zweiten Weltkrieg erlangte die Akademie einen weltweiten Ruf in der Herzforschung, insbesondere als 1952 dem Herzchirurgen und Leiter der Chirurgischen Klinik von 1946 bis 1969 Ernst Derra mit Hilfe einer Herz-Lungen-Maschine die erste Operation am offenen Herzen gelungen war.

### Gründung und Entwicklung

#### Gründungsjahre und Campusbau (1962/1965 bis ca. 1979)

Bau des Universitätscampus (1973); Blick auf die Baustelle der neuen Mensa

Am 3. Juli 1962 schlossen das Land Nordrhein-Westfalen und die Stadt Düsseldorf einen Vertrag zur Überführung der Akademie in die Obhut des Landes. „NRW übernimmt mit Wirkung vom 1. Januar 1962 die Verantwortung und Finanzierung für die Medizinische Akademie, während die Allgemeinen Städtischen Krankenanstalten weiterhin im Besitz der Stadt Düsseldorf verbleiben.“ 1965 beschloss die Landesregierung die Umwandlung zur Universität Düsseldorf und die Einrichtung sowohl von vorklinischen Studien ab Wintersemester 1965/1966, als auch einer Naturwissenschaftlich-Philosophischen Fakultät. Als Gründungsdatum gilt der 16. November 1965. Das war insbesondere durch die von Kultusminister Paul Mikat betriebene Politik der „schleichenden Hochschulgründung“ geleistet worden, der gegen Widerstand im Kabinett Meyers II durch „Vorpreschen und Tatsachenschaffen“ schrittweise aus der medizinischen Akademie eine Universität baute. Treibende Faktoren waren dabei insbesondere der sich immer verschlimmernde Studienplatzmangel Nordrhein-Westfalens in der Medizin und die Notwendigkeit der Naturwissenschaften als Ergänzungswissenschaften für ein medizinisches Studium. Damit für die Naturwissenschaften aber nicht nur weniger renommierte Wissenschaftler berufen werden konnten, strebte man die Errichtung eigener Lehrstühle und einer weiteren Fakultät an, die gleichzeitig auch das Problem des Studienplatzmangels im Lehramt dämpfen sollte. Um die Attraktivität des Lehramtsstandorts Düsseldorf zu erhöhen, strebte man in diesem Zuge auch die Errichtung einer geisteswissenschaftlichen Fakultät an, die es Lehramtsstudenten ermöglichen sollte, ein naturwissenschaftliches Fach mit einem geisteswissenschaftlichen zu kombinieren.
Die Anfangsjahre waren jedoch von erheblichem Geldmangel geprägt. Das zeigte sich auch darin, dass die Institute und Seminare der naturwissenschaftlich-philosophischen Fakultät weit verstreut im Stadtgebiet lagen: an der Cecilienstraße, Haroldstraße, Kavalleriestraße, Uhlenbergstraße und Mettmanner Straße. Das Institut für physikalische Chemie lag sogar auf dem Werksgelände von Henkel. Die Stadt Düsseldorf stellte ein 42,8 Hektar großes Gelände südlich der Krankenanstalten, das anschließend in mehreren Bauabschnitten bebaut wurde, zur Verfügung. Erste Gebäude, unter anderem für die Universitätsverwaltung, wurden 1968 fertiggestellt. Der Rektor ab dem Jahr 1968, Alwin Diemer, der selbst den ersten philosophischen Lehrstuhl bekleidet hat, strebte den Ausbau zu einer „modernen Universität“ an. Gemeint war damit für ihn eine Forschungsuniversität, die den Menschen als Kern ihrer wissenschaftlichen Arbeit zentriert. Dazu sollte die Universität mit der Medizin, Biologie, Physik und Chemie den natur- oder lebenswissenschaftlichen Teil aufbauen. Über die Mathematik und Psychologie sollte eine Brücke zu den Geisteswissenschaften geschlagen werden, die selbst mit einem vergleichsweise klassischen Kanon aus Sprachwissenschaften, Geschichte, Kunstwissenschaft, Pädagogik und Philosophie aufgebaut sein sollte. Ergänzend war die Errichtung einer juristischen Fakultät und eines Instituts für Leibesübungen geplant, die das interdisziplinäre Zusammenarbeiten der Fächer ergänzen sollte.
Nachdem sich mehrere Kommissionen unter der Leitung von Wilhelm Kuchen und anderen mit der Planung, dem Bau und der Einrichtung der noch zu gründenden Institute für Naturwissenschaften sowie der Etablierung einer mathematisch-naturwissenschaftlichen Fakultät und der Einführung eines mathematisch-naturwissenschaftlichen Studiums an der neuen Universität befasst hatten, wurde 1969 die philosophische Fakultät von der naturwissenschaftlichen getrennt. Die bisherigen Städtischen Krankenanstalten gingen am 1. Januar 1973 von der Stadt Düsseldorf in die Trägerschaft des Landes Nordrhein-Westfalen (Universitätskliniken) über.

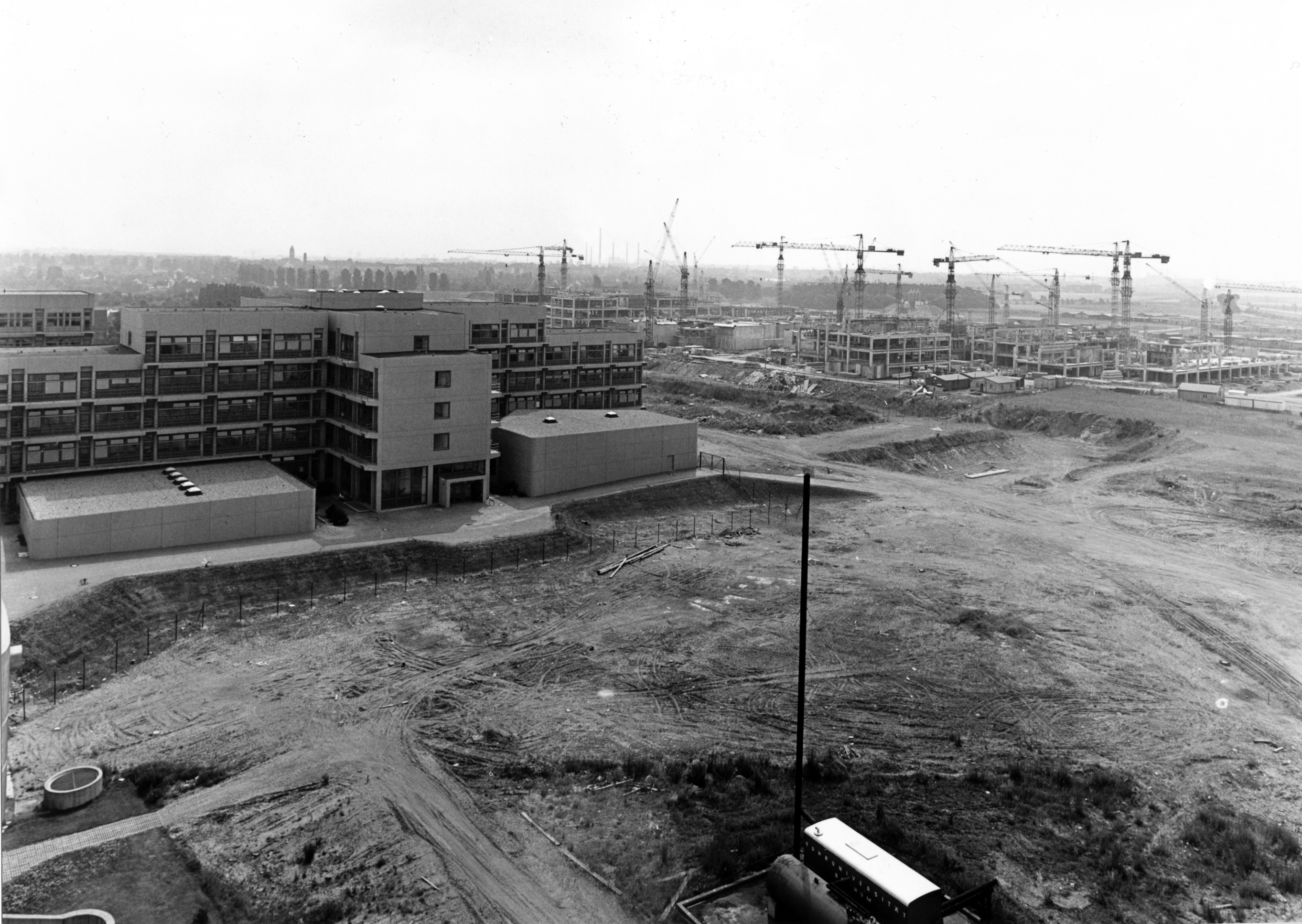
Gebäude der Philosophischen Fakultät, im rechten Hintergrund Bauarbeiten an der Mathematisch-Naturwissenschaftlichen Fakultät (um 1973)

Bis 1973 konnten die meisten geistes- und naturwissenschaftlichen Institute Neubauten im nördlichen Bereich des Campus beziehen. Für die Mathematisch-Naturwissenschaftliche Fakultät war dies nur eine Zwischenlösung. Nach Beendigung des zweiten Bauabschnittes zog die Fakultät zu Beginn des Wintersemesters 1975/76 in ihre endgültigen Gebäude im Süden des Campus, die für 3800 Studienplätze ausgelegt waren, um. In östlicher Nachbarschaft wurde bereits ein Jahr zuvor der Botanische Garten Düsseldorf eröffnet. Das neu eingerichtete Fach Pharmazie nahm im Wintersemester 1976/1977 den Lehrbetrieb auf.
Im dritten und vorläufig letzten Bauabschnitt wurden der zentrale und östliche Bereich des Universitätsgeländes bebaut. Im Campus-Mittelpunkt entstand der großzügige Neubau der Universitätsbibliothek, der im November 1979 seine Pforten öffnete.
Das Institut für Sportwissenschaft (2008 geschlossen) und die Universitäts-Sportanlagen am östlichen Rand des Campus wurden 1980/1981 eröffnet. Am 1. April 1980 wurde die Pädagogische Hochschule Neuss in die Universität eingegliedert. Zu diesem Zeitpunkt waren 12.000 Studierende eingeschrieben.

#### Der Namensstreit um Heinrich Heine (1968 bis 1988)
Als sich in den ersten Jahren der noch jungen Universität die Frage nach ihrer Benennung stellte, machte sich 1968 eine Gruppe von 122 Angehörigen der damaligen Universität Düsseldorf unter Leitung von u. a. Manfred Windfuhr im Rahmen der Satzungsarbeit dafür stark, die Universität nach Heinrich Heine zu benennen. Sie scheiterten mit diesem Antrag, sodass es im Satzungsentwurf bei Universität Düsseldorf blieb. Kurz danach wurde vom PEN-Club und der Heinrich-Heine-Gesellschaft eine Großveranstaltung zur Umbenennung der Universität in Heinrich-Heine-Universität in der alten Mensa der Universität initiiert, die vom damaligen Vorsitzenden des Satzungskonventes Helmut Weber moderiert wurde. Wegen der schon erfolgten Abstimmung im Satzungskonvent wurde im Rahmen eines Misstrauensvotums ein Abwahlverfahren gegen ihn angestrengt. Dieses scheiterte jedoch.
1972 setzten sich erneut Universitätsangehörige für eine Benennung nach Heinrich Heine ein, scheiterten allerdings am Senat der Hochschule. In der Folgezeit stützten sich die Befürworter der Umbenennung auf die Bürgerinitiative Heinrich-Heine-Universität mit ihrem Initiator und Sprecher Otto Schönfeldt. Unmittelbare Konsequenzen blieben aber aus. Allein der AStA beharrte auf der nach seiner Auffassung legitimerweise erfolgten Umbenennung nach Heine und führte dessen Bild seit 1975 in seinem Briefkopf. Wenngleich sich Befürworter und Gegner der Umbenennung in der Phase der späten Studentenbewegung generell in weltanschaulichen Grundauffassungen unterschieden, verlief die Bruchlinie zwischen den Parteien keineswegs einheitlich. 1982 wurde im damaligen Konvent die Benennung anlässlich der Erneuerung der Grundordnung der Universität erneut beantragt, doch scheiterten die Befürworter in einer Abstimmung mit 41 zu 44 Stimmen abermals. Erst auf Bewegen des von 1983 bis 2003 amtierenden Rektors Gert Kaiser ließ sich die nun per Rechtsentscheid in die Kompetenz des Senates gelegte Umbenennung durchsetzen. Am 20. Dezember 1988 erging dessen Beschluss, dass die Universität künftig den Namen „Heinrich-Heine-Universität Düsseldorf“ tragen solle. Damit ging ein gut 23 Jahre lang währender Streit um die Namensgebung nach dem größten Sohn der Stadt zu Ende.
Die Gründe für die Ablehnung der Benennung nach Heine und die Motive des langjährigen Streits sind vielfältig und kaum in Gänze rekonstruierbar. Plassmann und Süssmuth (2015) finden jedoch zu Beginn eine Ablehnung des Namens überwiegend darin begründet, dass bei den Namensgegnern Unverständnis darüber herrschte, warum eine hauptsächlich medizinisch geprägte Hochschule nach einem Dichter benannt werden sollte. Bei den Bemühungen 1968 und 1982 sehen die Historiker eine Abgrenzungsbemühung nach außen hin als treibenden Faktor, da die inneruniversitäre Verfassungssituation sehr unklar war und man so externe Initiativen und Einflussnahmen ablehnte, um die eigene institutionelle Selbstständigkeit zu unterstreichen. Weitere Gründe sehen die Autoren in der Ablehnung der linken studentischen Initiativen durch die Professorenschaft. Sie resümieren: „Der Namensstreit war so nie eine bloße Auseinandersetzung über Person und Werk Heines, sondern immer Teil und Ausdruck umfassender Auseinandersetzungen um die Universitätsverfassung insgesamt sowie um die dafür relevanten politischen Positionen.“ (Max Plassmann, Hans Süssmuth)
Heute ist der Namensstreit in vielerlei Hinsicht vergessen und der Name Heinrich Heine in diversen Instituts- und Gebäude-Benennungen, Grußwörtern, Festreden und Denkmälern weit an der Universität sichtbar. Insbesondere unter den Studierenden herrscht kaum mehr Wissen über Position und Rolle der Studentenschaft während dieses Namensstreits und es sind heute insbesondere Professorenschaft und die Universität selbst, die das Bekenntnis zum Namensgeber hochhalten.

#### Jüngere Entwicklungen
| Studierendenzahl seit dem Wintersemester 2004/05 | Studierendenzahl seit dem Wintersemester 2004/05 | Studierendenzahl seit dem Wintersemester 2004/05 | Studierendenzahl seit dem Wintersemester 2004/05 | Studierendenzahl seit dem Wintersemester 2004/05 |
| ------------------------------------------------ | ------------------------------------------------ | ------------------------------------------------ | ------------------------------------------------ | ------------------------------------------------ |
| Semester                                         |                                                  |                                                  |                                                  | Studierende                                      |
| WS 2004/05                                       | WS 2004/05                                       |                                                  | 17.999                                           | 17.999                                           |
| SoSe 2005                                        | SoSe 2005                                        |                                                  | 16.938                                           | 16.938                                           |
| WS 2005/06                                       | WS 2005/06                                       |                                                  | 17.374                                           | 17.374                                           |
| SoSe 2006                                        | SoSe 2006                                        |                                                  | 16.409                                           | 16.409                                           |
| WS 2006/07                                       | WS 2006/07                                       |                                                  | 17.800                                           | 17.800                                           |
| SoSe 2007                                        | SoSe 2007                                        |                                                  | 15.506                                           | 15.506                                           |
| WS 2007/08                                       | WS 2007/08                                       |                                                  | 16.403                                           | 16.403                                           |
| SoSe 2008                                        | SoSe 2008                                        |                                                  | 14.971                                           | 14.971                                           |
| WS 2008/09                                       | WS 2008/09                                       |                                                  | 16.055                                           | 16.055                                           |
| SoSe 2009                                        | SoSe 2009                                        |                                                  | 14.927                                           | 14.927                                           |
| WS 2009/10                                       | WS 2009/10                                       |                                                  | 16.706                                           | 16.706                                           |
| SoSe 2010                                        | SoSe 2010                                        |                                                  | 15.482                                           | 15.482                                           |
| WS 2010/11                                       | WS 2010/11                                       |                                                  | 17.002                                           | 17.002                                           |
| SoSe 2011                                        | SoSe 2011                                        |                                                  | 15.984                                           | 15.984                                           |
| WS 2011/12                                       | WS 2011/12                                       |                                                  | 20.515                                           | 20.515                                           |
| SoSe 2012                                        | SoSe 2012                                        |                                                  | 20.050                                           | 20.050                                           |
| WS 2012/13                                       | WS 2012/13                                       |                                                  | 23.535                                           | 23.535                                           |
| SoSe 2013                                        | SoSe 2013                                        |                                                  | 23.119                                           | 23.119                                           |
| WS 2013/14                                       | WS 2013/14                                       |                                                  | 27.809                                           | 27.809                                           |
| SoSe 2014                                        | SoSe 2014                                        |                                                  | 27.644                                           | 27.644                                           |
| WS 2014/15                                       | WS 2014/15                                       |                                                  | 30.314                                           | 30.314                                           |
| SoSe 2015                                        | SoSe 2015                                        |                                                  | 29.441                                           | 29.441                                           |
| WS 2015/16                                       | WS 2015/16                                       |                                                  | 32.069                                           | 32.069                                           |
| SoSe 2016                                        | SoSe 2016                                        |                                                  | 30.889                                           | 30.889                                           |
| WS 2016/17                                       | WS 2016/17                                       |                                                  | 33.700                                           | 33.700                                           |
| SoSe 2017                                        | SoSe 2017                                        |                                                  | 32.925                                           | 32.925                                           |
| WS 2017/18                                       | WS 2017/18                                       |                                                  | 35.284                                           | 35.284                                           |
| SoSe 2018                                        | SoSe 2018                                        |                                                  | 34.070                                           | 34.070                                           |
| WS 2018/19                                       | WS 2018/19                                       |                                                  | 36.464                                           | 36.464                                           |
| SoSe 19                                          | SoSe 19                                          |                                                  | 35.278                                           | 35.278                                           |
| WS 2019/20                                       | WS 2019/20                                       |                                                  | 37.523                                           | 37.523                                           |
| SoSe 2020                                        | SoSe 2020                                        |                                                  | 35.342                                           | 35.342                                           |
| WS 2020/21                                       | WS 2020/21                                       |                                                  | 36.094                                           | 36.094                                           |
| SoSe 21                                          | SoSe 21                                          |                                                  | 32.661                                           | 32.661                                           |
| WS 2021/22                                       | WS 2021/22                                       |                                                  | 33.983                                           | 33.983                                           |
| SoSe 22                                          | SoSe 22                                          |                                                  | 32.274                                           | 32.274                                           |
| WS 2022/23                                       | WS 2022/23                                       |                                                  | 34.021                                           | 34.021                                           |
| SoSe 23                                          | SoSe 23                                          |                                                  | 29.699                                           | 29.699                                           |
|                                                  |                                                  |                                                  |                                                  |                                                  |

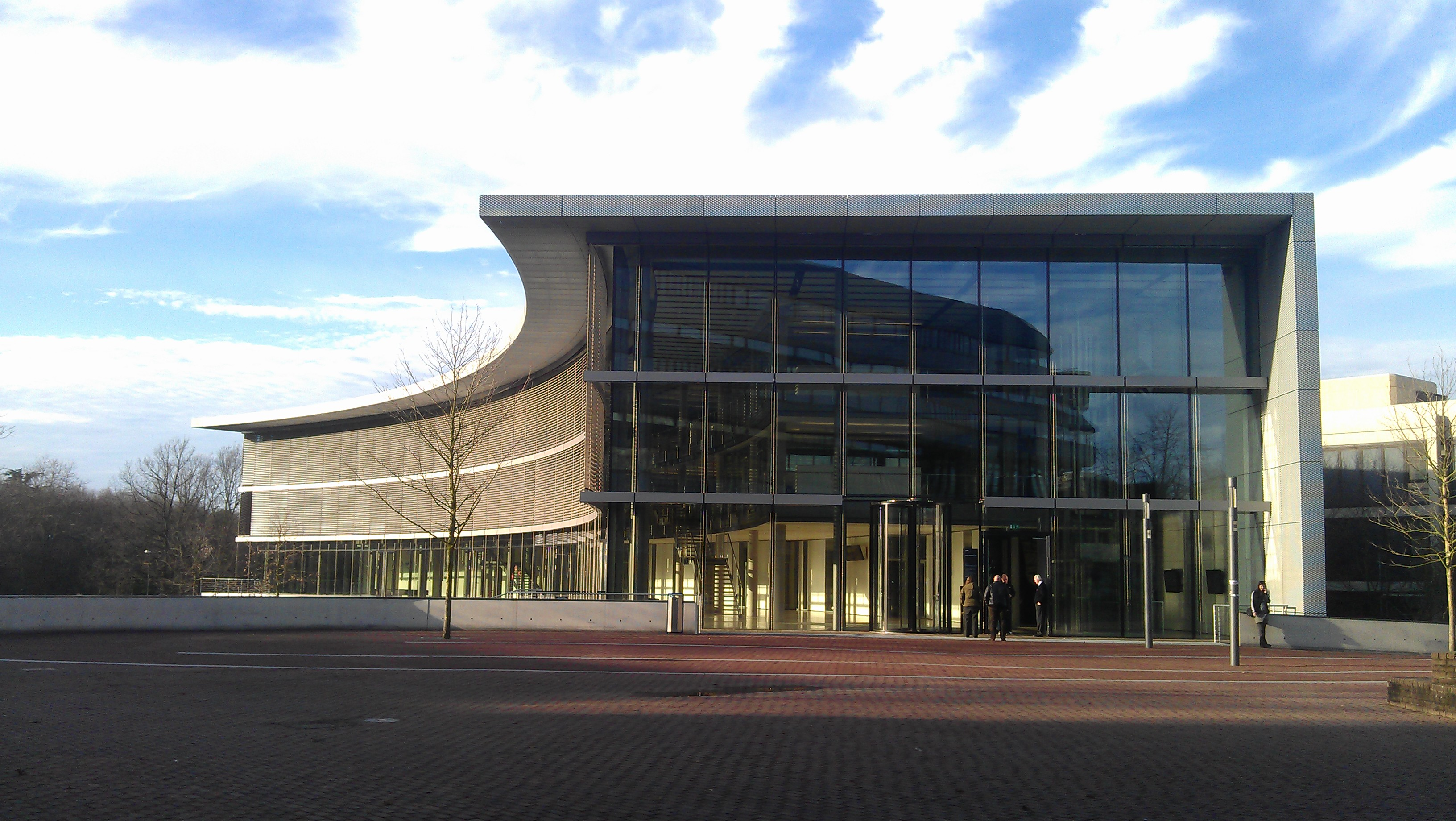
Das Oeconomicum wurde von dem Düsseldorfer Architekten Christoph Ingenhoven entworfen.

Die Umbenennung nach Heinrich Heine kann im Rückblick auch als ein sinnfälliger Akt der Öffnung der Universität gegenüber der Stadt und der Bürgerschaft gesehen werden. Eine Konsequenz war in den nachfolgenden Jahren, die Entwicklung der Hochschule stärker als zuvor an die Gegebenheiten der Wirtschaftsmetropole und des Gerichtsstandorts Düsseldorf anzupassen. Die Gründung der Wirtschaftswissenschaftlichen Fakultät erfolgte im März 1990. Die Juristische Fakultät wurde zwar erst im November 1993 offiziell gegründet, doch konnte das Studium bereits im Oktober 1992 aufgenommen werden. Die Juristische Fakultät befand sich im inzwischen abgerissenen Studienhaus in Unterbilk in der Nähe des Landtagsgebäudes und bezog im Oktober 1996 ihr eigenes Gebäude („Juridicum“) im Zentralbereich des Campus. Dieses Gebäude wurde im Jahr 2006 durch einen separaten Anbau erweitert. Die Wirtschaftswissenschaftliche Fakultät erhielt 2010 auf der Grundlage einer Spende des Ehrensenators der Universität Schwarz-Schütte mit dem „Oeconomicum“ ebenfalls ein separates Gebäude. Dessen herausragende architektonische Gestalt bildet ein ausgesprochenes Wahrzeichen der Universität. Gleichzeitig hat die Fakultät eine volkswirtschaftliche Abteilung gegründet, die sich in Forschung und Lehre insbesondere mit Fragen der Wettbewerbsökonomie befasst.
Die Universität geriet ab Herbst 2012 ins bundesweite Interesse, als diese ein durch Arbeiten des Recherchennetzwerks VroniPlag Wiki öffentlich gewordenes Plagiat der damaligen Bundesbildungsministerin Annette Schavan bearbeitete. Der Fakultätsrat der Philosophischen Fakultät folgte am 22. Januar 2013 der Empfehlung des Promotionsausschusses und eröffnete ein Hauptverfahren zur Aberkennung des Doktorgrads von Schavan. Diese wurde am 5. Februar 2013 durch den Fakultätsrat bestätigt und Schavans Promotionsarbeit für ungültig erklärt. Schavan erklärte noch am gleichen Tag gerichtlich gegen diese Entscheidung vorzugehen. Sie trat unter diesen Umständen vier Tage später von ihrem Ministeramt zurück und bestritt in ihrer Rücktrittserklärung, abgeschrieben oder getäuscht zu haben. Am 20. Februar 2013 erhob Schavan eine Anfechtungsklage beim Düsseldorfer Verwaltungsgericht, die nach über einem Jahr am 20. März 2014 durch das Gericht abgewiesen wurde. Schavan legte in der Folge keine Revision gegen das Urteil ein und verlor damit rechtsgültig ihren Doktorgrad.

## Die Fakultäten (Forschung, Lehre, Studium)
Die Institute, Seminare, wissenschaftlichen Einrichtungen, Lehrstühle, Abteilungen und Arbeitsgruppen der Heinrich-Heine-Universität gehören jeweils einer von fünf Fakultäten an.

### Medizinische Fakultät

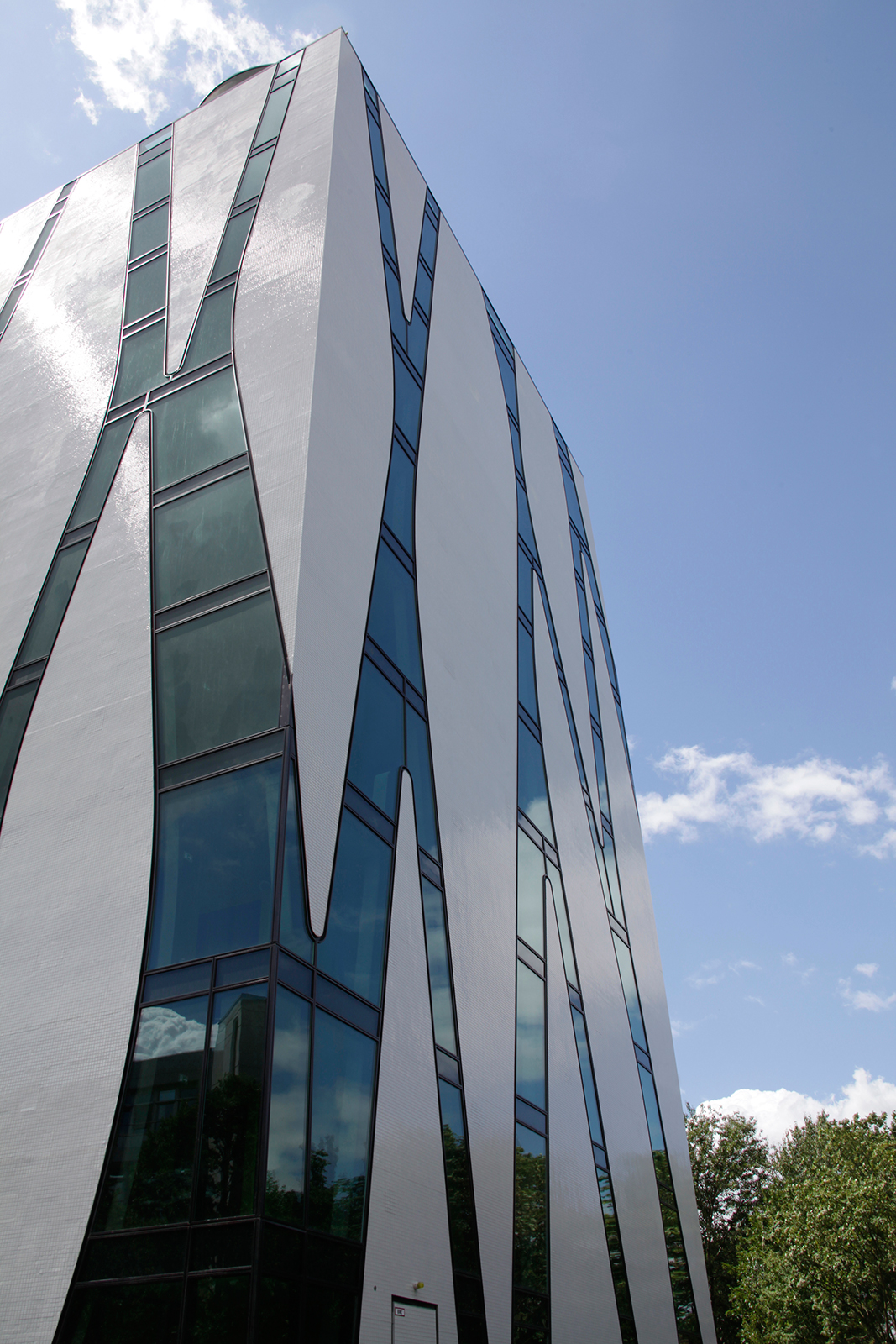
O.A.S.E – „Ort des Austauschs, des Studiums und der Entwicklung“: Studien- und Lernzentrum der Medizinischen Fakultät mit medizinischer Fachbibliothek (Aufnahme nach Fertigstellung im Juli 2011)

Die für Medizinische Fakultäten charakteristische Verbindung von Forschung, Lehre und Patientenversorgung wird an der Heinrich-Heine-Universität durch die räumliche Verbindung von Universität und Klinik verstärkt: Beide Campus-Bereiche schließen sich unmittelbar aneinander an. Durch die 2001 erfolgte Umwandlung des Universitätsklinikums in eine Anstalt des öffentlichen Rechts sind zwar gesonderte Verantwortlichkeiten für die Bereiche Forschung und Lehre einerseits und Patientenversorgung andererseits geschaffen worden. Universität und Klinikum bleiben jedoch miteinander verzahnt. Ein Kooperationsvertrag regelt dieses Verhältnis.
Die Medizinische Fakultät umfasst die Fächer Medizin und Zahnmedizin, die schon die Medizinische Akademie gebildet hatten. Nach dem Übergang der Akademie in eine Universität konnte die Fakultät somit auf bestehenden Strukturen aufbauen, ist heute allerdings stärker ausdifferenziert. Die Weiterentwicklung der Fakultät unter staatlicher Lenkung war eng an den systematischen Ausbau des Universitätsklinikums gebunden. Dieser folgte einem vom Wissenschaftsministerium 1972 erstellten, von Effizienzerwägungen geprägten „Generalplan“. In baulicher Hinsicht zeugt hiervon insbesondere die 1985 eröffnete Medizinisch-Neurologisch-Radiologische Klinik (MNR-Klinik), die mit der Inneren Medizin und Neurologie sowie mit der Radiologie gegenwärtig zwei medizinische Zentren des Klinikums beherbergt.
Voraussetzung für die Entwicklung der Düsseldorfer Hochschulmedizin war die Ausdifferenzierung des Faches selbst: Die Akademie wurde 1907 mit den Bereichen Chirurgie, Innere Medizin, Kinderheilkunde, Frauenheilkunde und Geburtshilfe, Augenheilkunde, Hals-Nasen-Ohren-Heilkunde, Dermatologie sowie Psychiatrie gegründet.
Bei der Spezialisierung der Grundlagen-, krankheits- und patientenorientierten Forschung war die Aufteilung der Inneren Medizin von großer Bedeutung, in Düsseldorf bildeten sich die Fachbereiche Kardiologie, Diabetologie, Neurowissenschaften sowie Hepatologie und Infektionsbiologie. Zentrale Persönlichkeiten bildeten die Grundlage zur Profilierung insbesondere der Herzforschung, unter anderem Franz Grosse-Brockhoff (Internist und vormaliger Akademiepräsident), Sven Effert (Pionier der kardiologischen Ultraschalldiagnostik), Erich Boden (Internist), Ernst Derra (Herzchirurg) sowie Franz Loogen (Kardiologe und Begründer der Herzkatheteruntersuchung), der 1967 dem Ruf auf den ersten kardiologischen Lehrstuhl in Deutschland folgte. Unter Loogen warb die Düsseldorfer Herzforschung („Düsseldorfer Schule“) schon 1968 einen der allerersten Sonderforschungsbereiche der Deutschen Forschungsgemeinschaft (DFG) unter der Bezeichnung „Kardiologie“, der bis heute fortlebt.
Die klinische Endokrinologie und Diabetologie als weiterer Forschungsschwerpunkt verbindet sich ursprünglich dem Gründungsrektor Karl Oberdisse, auf dessen Betreiben 1965 ein Zentrum zur Erforschung des Diabetes in unmittelbarer Nähe zum Universitätscampus errichtet wurde. Seit seiner Aufnahme in die Leibniz-Gemeinschaft im Jahr 2004 firmiert es als Deutsches Diabetes-Zentrum (DDZ). In Zusammenarbeit mit der Medizinischen Fakultät verwirklichte die Düsseldorfer Diabetesforschung von 1970 bis 1998 zwei Sonderforschungsbereiche. Ein weiteres An-Institut ist das 2001 gegründete, seit 2011 ebenfalls in der Leibniz-Gemeinschaft organisierte Institut für umweltmedizinische Forschung (IUF).
Ein dritter Schwerpunkt an der Medizinischen Fakultät bildete sich mit der Neurologie heraus, die 1955 als klinischer Bereich verselbstständigt worden war. Von Anfang an nahm die Hirnforschung hierin einen hohen Stellenwert ein. Maßgeblich trug dazu die ab 1964 mit Mitteln der Freundesgesellschaft der Akademie vollzogene Übernahme des Instituts für Hirnforschung und allgemeine Biologie bei. Das Institut hatte Oskar Vogt mit seiner Frau Cécile nach Konflikten mit den nationalsozialistischen Machthabern 1936 im Rahmen einer von der Familie Krupp unterstützten „Deutschen Gesellschaft für Hirnforschung“ bis zu seinem Tod eigenständig geführt. Das Institut führt somit das von Vogt Ende des 19. Jahrhunderts begründeten Max-Planck-Instituts für Hirnforschung fort. Adolf Hopf, ein Schüler Vogts, wurde 1965 erster Direktor des Instituts an der Universität und 1967 erster Professor für Hirnforschung in Deutschland. Unter seiner Leitung entwickelte sich das Institut für Hirnforschung zu einer Forschungsstelle für die Entwicklung des Nervensystems von internationalem Rang. Seit 1990 warb der Bereich unter der Leitung des Neurologen Hans-Joachim Freund nacheinander zwei Sonderforschungsbereiche der Deutschen Forschungsgemeinschaft ein. Im Bereich der grundlagenorientierten Hirnforschung nimmt auch die Kooperation der Hochschulmedizin mit Teilen des Forschungszentrums Jülich einen hohen Stellenwert ein.
Zu den erfolgreichen Forschungsfeldern mit zahlreichen drittmittelgeförderten Therapiestudien hat sich in jüngerer Zeit die Hepatologie an der Klinik für Gastroenterologie, Hepatologie und Infektiologie unter Dieter Häussinger entwickelt. In der Medizinischen Mikrobiologie ist die Infektions- und Hygieneforschung durch Klaus Pfeffer vertreten.
Die Medizinische Fakultät gilt als Fakultät mit den höchsten Drittmitteleinnahmen der Universität (2010/2011 über 32 Mio. Euro). Die aktuelle Fakultätsentwicklung ist gekennzeichnet durch Schwerpunkte in der Molekularen und Klinischen Hepatologie, in der Kardiovaskulären Forschung sowie in der Umweltmedizin und Alternsforschung. Als Förderbereiche gelten die Onkologie, die Diabetologie und Stoffwechselforschung sowie die Infektionsmedizin und Immunologie, während die Bereiche Stammzellforschung, Onkologie und Health and Society als Entwicklungsbereiche definiert sind. In fast allen Feldern bestehen Kooperationen mit der Mathematisch-Naturwissenschaftlichen Fakultät, die unter anderem durch das „Biologisch-Medizinische Forschungszentrum“ (BMFZ) der Universität koordiniert werden.
Die Entwicklung von Fakultät und Klinikum ist auch anhand zahlreicher Bauprojekte ersichtlich. Diese modernisieren oder ersetzen den Gebäudebestand, der in Teilen aus der ersten Hälfte des 20. Jahrhunderts stammt. Zu den markantesten Neubauten zählen das „Leber- und Infektionszentrum“ mit einer Hochinfektionseinheit und vier Spezialambulanzen (eröffnet 2011), das „Zentrum für Klinische Forschung“ (Eröffnung im Frühjahr 2012), sowie das „Zentrum für Operative Medizin II“ („ZOM II“, geplante Eröffnung im Frühjahr 2012). Die Eröffnung verzögerte sich jedoch, da Brandschutzbestimmungen beim Bau nicht zum Teil beachtet wurden. Gemäß einer Pressemeldung vom 9. September 2014 wurde das ZOM II eröffnet.
In der Lehre bietet die Fakultät über die jeweils mit dem Staatsexamen abzuschließenden Fächer hinaus die Weiterbildungsstudiengänge Public Health, Toxikologie und Endodontologie an, die mit dem Master abgeschlossen werden. Außerdem ist die Fakultät an einem Weiterbildungsstudiengang Gesundheitsmanagement der Wirtschaftswissenschaftlichen Fakultät beteiligt.
Aufgrund der hohen Nachfrage nach Studienplätzen ging die Fakultät ab Mitte der 1970er Jahre Verbindungen mit Lehrkrankenhäusern der Region ein, das Schwergewicht der medizinischen Ausbildung verblieb jedoch bei der Fakultät. Dort waren 2011 133 Professoren in Forschung und Lehre tätig. Die Zahl der Studierenden betrug 3.169 (Wintersemester 2011/12). Bis 2015 ist eine Erhöhung der Studienplätze durch Landesmittel geplant und eine Restrukturierung der Lehrpraxis und Neubau der „O.A.S.E.“ („Ort des Austauschs, des Studiums und der Entwicklung“) geplant. Eingeschlossen in die Reform der Lehre ist auch die Strukturierung des Promotionsprozesses durch die „Medical Research School Düsseldorf“, die zur Qualitätssteigerung medizinischer Dissertationen beitragen will.
Kritik:
Die medizinische Fakultät der Heinrich-Heine-Universität ist wegen der dort durchgeführten Tierversuche regelmäßig in der Kritik. Insbesondere die Weigerung der Universitätsleitung über Art, Anzahl und Versuchstiere Auskunft zu erteilen wird öffentlich kritisiert. Der Deutsche Tierschutzbund kritisiert zudem scharf die aus dortiger Sicht nicht tierschutzgerechte Unterbringung der Versuchstiere. Besonders in der Kritik stehen von der Auswertbarkeit der Versuchsergebnisse umstrittene Versuche mit Zahnimplantaten an Hunden und neurologische Tierversuche an Ratten. Lokale Tierschutzvereine haben die Initiative Düsseldorf Tierversuchsfrei als Reaktion auf die Praxis der Universität gegründet.

### Philosophische Fakultät
Die Philosophische Fakultät ist die Fakultät für Geistes-, Kultur- und Sozialwissenschaften an der HHU. Sie umfasst 13 Institute und bietet rund 25 verschiedene Studiengänge mit den Abschlüssen Bachelor of Arts, Master of Arts sowie die Promotion (Dr. phil.) an.
Die Fakultät wurde 1969 unter maßgeblichem Einfluss des Philosophie-Professors und späteren Rektors Alwin Diemer aus der Naturwissenschaftlich-Philosophischen Fakultät gelöst und verselbständigt. Gründungsdekan war der Romanist Ludwig Schrader. 1980 wurde die Fakultät durch die Angliederung der Abteilung Neuss der Pädagogischen Hochschule Rheinland („PH Neuss“) institutionell wie personell erheblich erweitert.
Mit mehr als 7900 Studierenden stellt diese Fakultät die größte dar: Im WS 2011/12 waren dort 38,8 % der Studierenden eingeschrieben. 2011 entfielen auf die Fakultät 72 Professuren. 2002 hat die Fakultät allerdings eine beträchtliche Einbuße erlitten und verlor im Rahmen der Restrukturierung der Lehramtsausbildung durch das nordrhein-westfälische Wissenschaftsministerium das Lehramtsstudium im gymnasialen Zweig. Im Zuge dessen wurden die Institute für Sportwissenschaften (2008) und Erziehungswissenschaften (2010 Überführung in die Sozialwissenschaften) aufgelöst und die Magister-Studiengänge auf Bachelor- und Masterabschlüsse im Rahmen des Bologna-Prozesses umgestellt: Insgesamt wurden 45 Kernfach- und integrierte Studiengänge. 2009 hat das Rektorat eine mit Studierenden paritätisch besetzte Kommission eingerichtet, die eine kritische Analyse des Bologna-Prozesses vorgenommen hat. In der Folge hat die Fakultät in Prüfungsordnungen in 19 Bachelorstudiengängen grundlegend korrigiert. Inzwischen haben die meisten Studiengänge bereits die Reakkreditierung durchlaufen.
In den Anfangsjahren hielt die Fakultät alle klassischen geisteswissenschaftlichen Disziplinen vor, hat sich inzwischen jedoch spezialisiert: Fächer sind heute unter anderem die Jüdischen Studien (seit 1994 einschließlich einer Abteilung für Jiddistik), Modernes Japan (seit 1985) und Literaturübersetzen (seit 1987, seit 2008 Angebot des Masters) sowie – seit 2009 – der englischsprachige Studiengang European Studies, der Studierende aus dem Nahen Osten (Israel, Palästinensische Gebiete, Jordanien) auf Stipendienbasis zusammenführt. Seit 2011 firmieren die vormals als „Seminare“ bezeichneten Fächer durchgängig als Institute. Gleichzeitig wurden Forschungsschwerpunkte in den Sprachwissenschaften, in den Medien- und Kulturwissenschaften und in den Sozialwissenschaften ausgebaut. Dies bildet sich neuerdings auch in der inneren Struktur der Fakultät ab, die sich in drei fächerübergreifenden Verbünden organisiert hat:
- „Gesellschaft“ (Sozialwissenschaften, Geschichtswissenschaften und Modernes Japan)
- „Kultur, Kunst und Medien“ (Anglistik und Amerikanistik, Germanistik, Romanistik, Kunstgeschichte, Jüdische Studien, Klassische Philologie sowie Medien- und Kulturwissenschaft)
- „Philosophie und Sprache“ (Philosophie sowie Sprache und Information)

2011 konnte die Fakultät im Verbund „Philosophie und Sprache“ einen Sonderforschungsbereich, im Verbund „Gesellschaft“ eine Forschergruppe und im Verbund „Kultur, Kunst und Medien“ ein Graduiertenkolleg der Deutschen Forschungsgemeinschaft einwerben.
Neben den DFG-geförderten Forschungsaktivitäten sind an der Fakultät insbesondere die Arbeitsstellen zur Herausgabe der Werke Max Webers und des deutsch-jüdischen Religionsphilosophen Martin Buber nennenswert. Gemeinsam mit der Juristischen Fakultät wird das Institut für Deutsches und Internationales Parteienrecht und Parteienforschung betrieben.
Der bedeutendste Wissenschaftspreis der Fakultät ist der Meyer-Struckmann-Preis für geistes- und sozialwissenschaftliche Forschung, der auf Fritz Meyer-Struckmann zurückgeht und mit 20.000 Euro dotiert ist.

### Mathematisch-Naturwissenschaftliche Fakultät

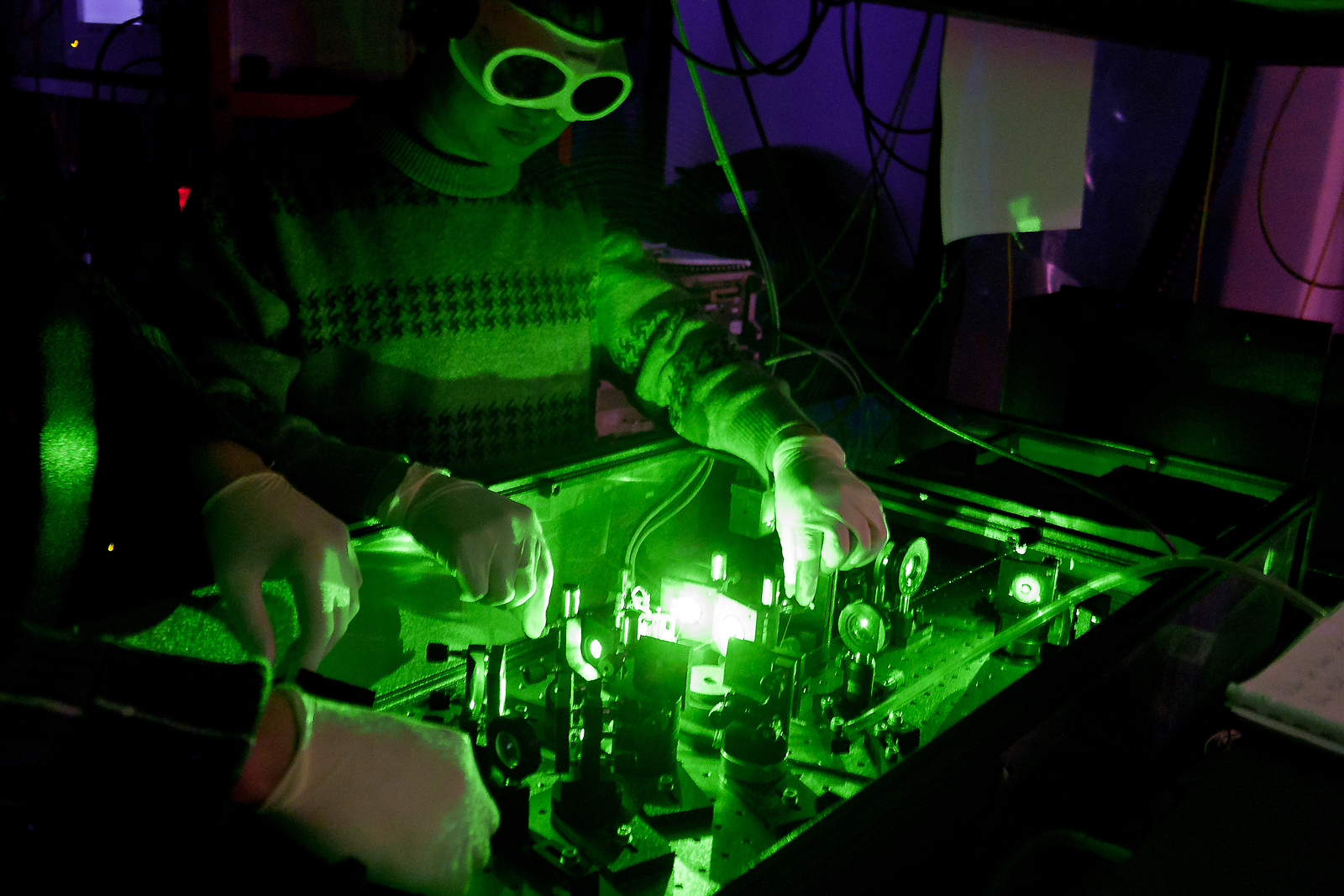
Einsatz von Lasern in der Physik (Institut für Experimentalphysik)

Die Mathematisch-Naturwissenschaftliche Fakultät besteht aus den Fächern Biologie, Chemie, Informatik, Mathematik, Pharmazie, Physik, und Psychologie. Die Biologie repräsentiert das größte, die nach Aufgabe der Geographie zum Wintersemester 2002/2003 begründete Informatik das kleinste und jüngste Fach.
Ein Großteil der ab 1975 in Betrieb genommenen Institutsgebäude ist im Süden des Campus angesiedelt, wo sich auch der 1979 für die Öffentlichkeit frei gegebene Botanische Garten der Universität befindet. Die Institutsgebäude der Fakultät werden seit 2012 auf Grundlage des nordrhein-westfälischen Hochschulmodernisierungsprogramms grundlegend modernisiert bzw. teilweise neu errichtet.
Die ursprünglich stark der Lehrerausbildung und der vorklinischen Medizinerausbildung verpflichtete Fakultät ist infolge ihres Strukturwandels seit Ende der 1990er Jahre auf die Forschung und die Ausbildung des wissenschaftlichen Nachwuchses ausgerichtet. Der Evolutionsbiologe William F. Martin und der Physiker Hartmut Löwen wurden 2008 bzw. 2010 mit den „Advanced Grants“ des Europäischen Forschungsrats (ERC) ausgezeichnet. Die Fakultät bringt regelmäßig Ausgründungen (Spin offs) hervor. Die erfolgreichste war die 1984 erfolgte Gründung des Biotechnologieunternehmens Qiagen durch den emeritierten Biophysiker und jetzigen Angehörigen des Hochschulrates Detlev Riesner.
2010/2011 betrug der Drittmittelzufluss 17,3 Mio. Euro und nahm finanziell eine Spitzenposition in der naturwissenschaftlichen Forschung in Nordrhein-Westfalen ein.
Aktuell verfügt die Fakultät über acht strukturierte Forschungsprogramme (darunter drei Sonderforschungsbereiche mit Sprecherfunktion), die vornehmlich durch die Deutsche Forschungsgemeinschaft (DFG), außerdem durch entsprechende Programme des Landes NRW und der Europäischen Union oder von privaten Gebern finanziert werden. Einen hohen Anteil an der durch Drittmittel geförderten Verbundforschung verbucht auf sich die Biologie mit ihren Teildisziplinen Integrative Zellbiologie, Pflanzenbiologie bzw. -technologie und Industrielle Biotechnologie. In der Physik stehen die Plasmaphysik, die Statistische Physik und die Erforschung der Weichen Materie im Vordergrund. Die Chemie besitzt einen Schwerpunkt in der Biochemie und in der Erforschung der Wechselwirkungen von Licht mit komplexen Systemen (Synergetik).
Eingehende Kooperationen bestehen mit der Medizinischen Fakultät der HHU, den campusnahen An-Instituten Deutsches Diabetes-Zentrum (DDZ) und Institut für umweltmedizinische Forschung (IUF). Von Bedeutung ist außerdem die personelle, konzeptionelle und technische Zusammenarbeit mit dem Forschungszentrum Jülich (FZJ), mit dem die Universität einige Professoren gemeinsam beruft („Jülicher Modell“) und dessen Institute einen Teil der Großgeräte der Fakultät beherbergen. Daneben bestehen vielfältige regionale Verbindungen, die durch das im Oktober 2010 gegründete „Bioeconomy Science Center“ unter Beteiligung von 54 Forschungsinstituten (BioSC) gebündelt wurden. Zu den besonderen internationalen Verflechtungen der Fakultät zählt das im Bereich der Pflanzenwissenschaften mit dem Forschungszentrum Jülich unterhaltene Graduiertenkolleg „iGRAD-Plant“: Kooperationspartner in den USA ist der Fachbereich Pflanzengenetik der Michigan State University in East Lansing.
In Studium und Lehre bietet die Fakultät zehn (teilweise mit Numerus clausus belegte) grundständige Studiengänge sowie neun Master-of-Science-Studiengänge an. An der Fakultät waren 2010/2011 103 Professoren (ohne Juniorprofessoren) tätig. Nach der Umstellung der Diplomstudiengänge auf den Abschluss Bachelor und Master verbleibt der Studiengang Pharmazie mit dem Abschluss Staatsexamen. Fakultätsübergreifend angeboten werden zudem die Studiengänge Medizinische Physik und Wirtschaftschemie. In einem Modellversuch „Biologie PLUS/International“ wird der Bachelor von drei auf vier Jahre erweitert. Darüber hinaus plant die Fakultät die Einführung eines Bachelor-Studiengangs „Quantitative Biowissenschaften“. Mit der „Interdisciplinary Graduate and Research Academy“ (iGRAD) nimmt die Fakultät eine Vorreiterrolle im Spektrum der strukturieren Graduiertenausbildung an der Universität ein.
Unter den Studierenden zählt die Mathematisch-Naturwissenschaftliche Fakultät aktuell mehr Frauen (3283) als Männer (3175). Die Tendenz ist bei den Zahlen der Studienanfänger noch deutlicher. Zwischen den Fächern bestehen allerdings nach wie vor deutliche Unterschiede in der Präferenz durch Frauen und Männer, um deren Ausgleich die Fakultät bemüht ist. Generell am stärksten nachgefragt ist die Psychologie, wo sich etwa im Jahr 2011 insgesamt 7513 Studierwillige auf einen Studienplatz im Bachelor-of-Science-Studiengang Psychologie bewarben. Das Fach mit den meisten Studierenden (Wintersemester 2011/12) ist die Biologie (1686 Studierende und Promovierende) vor der Psychologie (842) und der Informatik (758). Um das bundesweit noch zu geringe Studieninteresse in den so genannten „MINT“-Fächern zu fördern, ergreift die Fakultät vielfältige Maßnahmen (Praktika, „Schnupperstudium“, Kinderuniversität bzw. Vortragsreihen und das im Juli 2011 von Bundespräsident Christian Wulff besuchte Schülerforschungszentrum „zdi-Schülerlabor“ etc.).

### Wirtschaftswissenschaftliche Fakultät

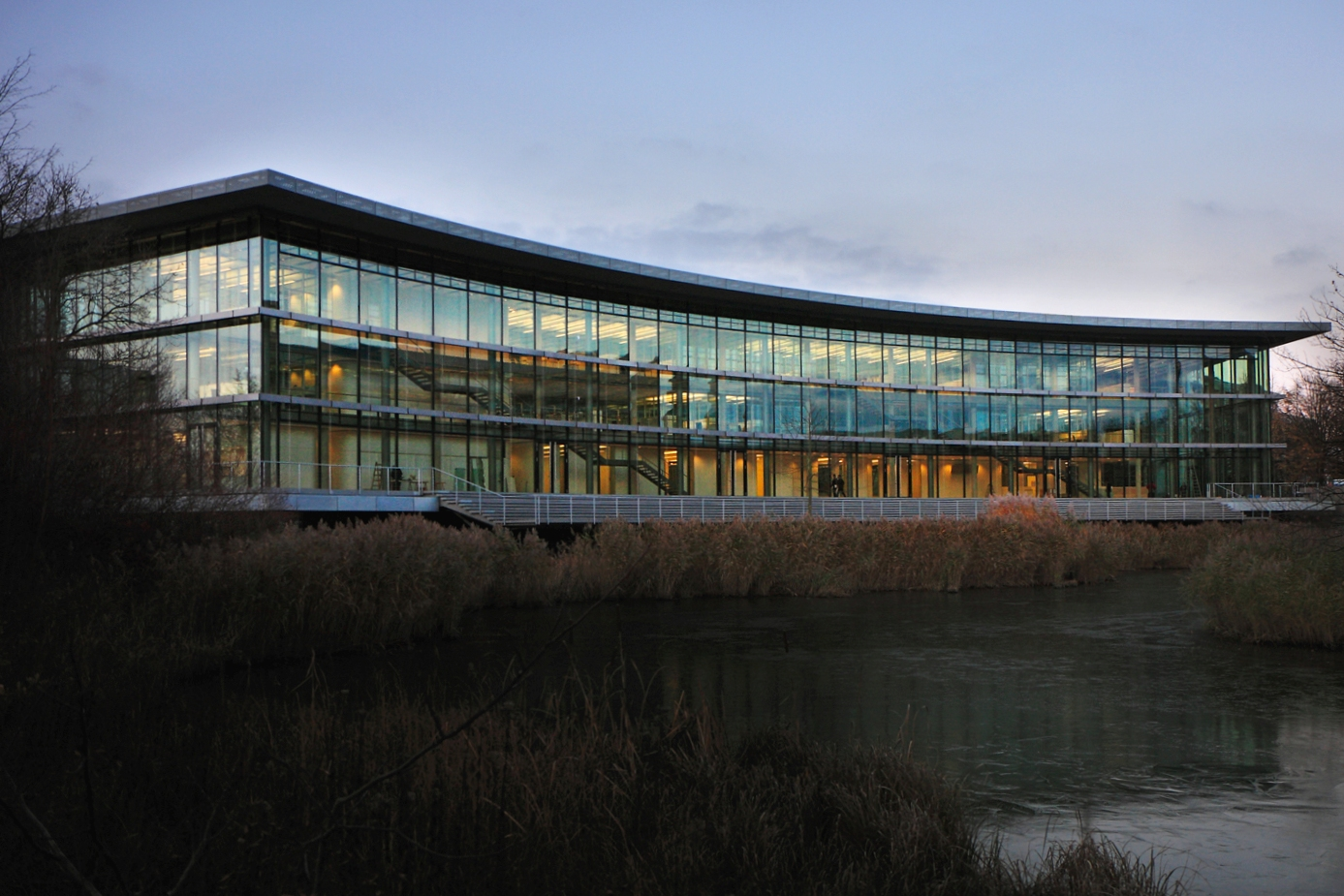
Das Oeconomicum – Instituts- und Lehrgebäude der wirtschaftswissenschaftlichen Fakultät

Die wirtschaftswissenschaftliche Fakultät wurde drei Jahre nach Aufnahme ihres Vorlesungsbetriebs im Frühjahr 1992 als vierte Fakultät offiziell gegründet. Im bundesweiten Vergleich ist die Fakultät somit eine der jüngsten ihrer Art. Die Entscheidung zur Einrichtung war eine Folge der am Wirtschaftsstandort Düsseldorf und der auch regional sehr hohen Nachfrage nach Studienplätzen in der Betriebswirtschaft. Gründungsdekan war Hans Jörg Thieme.
Knapp 20 Jahre nach ihrer Entstehung erlebte die Fakultät eine Zäsur: Dank einer namhaften Zuwendung durch die Schwarz-Schütte-Förderstiftung des Unternehmers und Ehrensenators der Universität, Rolf Schwarz-Schütte, konnte die Fakultät im Spätherbst 2010 das „Oeconomicum“ beziehen, einen architektonisch herausragenden Neubau gegenüber der Universitäts- und Landesbibliothek Düsseldorf nach dem Entwurf des Düsseldorfer Architekten Christoph Ingenhoven und seinem Büro Ingenhoven Associates. Gleichzeitig wurde an der Fakultät ein volkswirtschaftlicher Zweig eingerichtet, der bereits zum Sommersemester 2011 den Lehrbetrieb aufnahm. Der Personalbestand der Fakultät wurde somit beinahe verdoppelt.
In der Betriebswirtschaft deckt die Fakultät die klassischen Felder Finanzierung, Rechnungswesen, Management und Marketing ab. Im Zuge der Erweiterung der Fakultät um die Volkswirtschaftslehre ist die Fakultät insbesondere empirisch und analytisch mit Fragen der Theorie und Praxis des Marktwettbewerbs (Wettbewerbsökonomie) befasst. In diesem Zusammenhang wurde am Fachbereich ebenfalls mit Hilfe der Schwarz-Schütte-Förderstiftung das „Düsseldorf Institute for Competition Economics“ (DICE) eingerichtet. Gründungsdirektor ist der 2009 nach Düsseldorf berufene Volkswirtschaftler und Vorsitzende der Monopolkommission bei der deutschen Bundesregierung, Justus Haucap.
Die Studiengänge Betriebswirtschaftslehre und Volkswirtschaftslehre sind konsequent auf den Bologna-Prozess abgestimmt worden und bieten neben den Bachelor of Science den Master of Science an. Auch der interdisziplinäre Studiengang Wirtschaftschemie wird als Bachelor- und Masterstudiengang geführt. Sämtliche Studiengänge an der Fakultät sind stark ausgelastet und in Rankings mehrfach gut bewertet worden. Für die Lehre standen 2011/2012 15 hauptamtliche Professoren (W3/W2) zur Verfügung. Zum Wintersemester 2011/2012 studierten an der Fakultät 879 Studierende Betriebswirtschaft (Bachelor und Master), 169 Volkswirtschaftslehre (Einführung des Masters zum Wintersemester 2011/2012) und 267 Wirtschaftschemie (Einführung des Masters zum Sommersemester 2011).
Zur beruflichen Weiterbildung wurde auf Initiative der Fakultät im Juni 2002 die „Düsseldorf Business School“ (DBS) als privatwirtschaftlich organisierte GmbH gegründet, die sich im Wesentlichen durch Studienentgelte finanziert. Die zunächst in der Orangerie von Schloss Benrath niedergelassene DBS, die zum Jahr 2016 in das Fakultätsgebäude der Wirtschaftswissenschaftlichen Fakultät umgezogen ist, bietet aktuell Masterstudiengänge zum Master of Business Administration in „General Management“ (deutsch- und englischsprachig) an.

### Juristische Fakultät

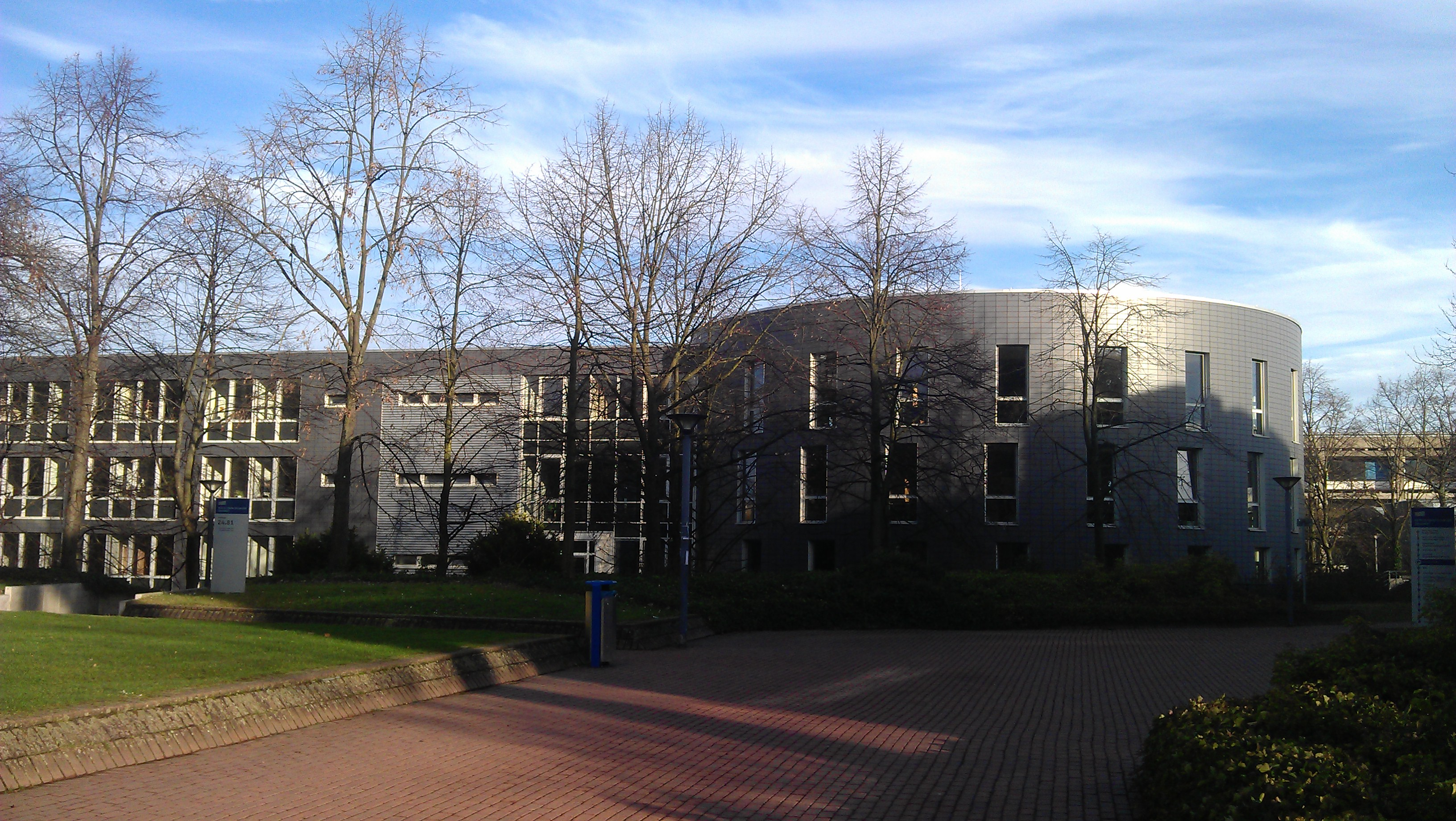
Instituts- und Lehrgebäude der Juristischen Fakultät

Die Juristische Fakultät ist 1993 als bislang jüngste Fakultät gegründet worden und begann den Vorlesungsbetrieb 1994. Sie verfügt mit dem in den Jahren 1996 und 2005 erbauten „Juridicum“ über einen eigenen Gebäudekomplex für ihre Mitarbeiter sowie für den Lehrbetrieb und die Fachbibliothek.
Frühere Versuche zur Einrichtung einer Juristischen Fakultät in Düsseldorf waren in den 1970er Jahren unter anderem an finanziellen Problemen auf Landesebene gescheitert. Anfang der 1990er Jahre war es maßgeblich der Beharrlichkeit des damaligen Rektors Gert Kaiser zu verdanken, der die mit Stellenumwidmungen innerhalb der Universität verbundene Einrichtung der Fakultät durchsetzte. Leitender Gesichtspunkt hierbei war die Bedeutung der Landeshauptstadt Düsseldorf als Gerichtsstandort von überregionaler, teils auch internationaler Bedeutung (so im europäischen Patentrecht). Infolgedessen ist der Bedarf an ausgebildeten Juristen sichtlich gestiegen. Umgekehrt bietet die Vielzahl unterschiedlicher Gerichte in Düsseldorf (zum Beispiel Oberlandesgericht, Amts- und Landgericht, Finanzgericht, Landesarbeitsgericht) sehr gute Voraussetzungen für die Ausbildung vor Ort.

Entsprechend praktiziert die Fakultät eine praxisnahe Lehre in Kooperation mit den genannten Institutionen. Neben den 15 hauptamtlichen Professoren (W2/W3), drei Juniorprofessuren (W1) und dem akademischer Mittelbau sind mehr als 100 Richter, Staats- und Rechtsanwälte als Lehrbeauftragte und Honorarprofessoren in der Ausbildung tätig. Im Wintersemester 2011/2012 waren 1114 Studierende in Regelstudienzeit an der Fakultät immatrikuliert.
Die Juristische Fakultät ist in der Lehre primär mit der Gewährleistung des juristischen Studiums befasst, das mit der „Ersten juristischen Prüfung“ abschließt. Diese wird zu einem Teil vor der Fakultät selbst, ansonsten vor einem der den Oberlandesgerichten Düsseldorf, Hamm und Köln angegliederten Justizprüfungsämter abgelegt. Im Rahmen des aktuellen CHE-Rankings wird die Studiensituation an der Juristischen Fakultät von den Studierenden für überdurchschnittlich gut befunden.
Im Rahmen des Kernstudiums bietet die Fakultät seit dem Wintersemester 2005/2006 in Kooperation mit der Juristischen Fakultät der Universität Cergy‑Pontoise bei Paris für jährlich jeweils 15 deutsche und französische Studierende einen integrierten deutsch‑französischen Grundstudienkurs der Rechtswissenschaften an, der durch die Deutsch‑Französische Hochschule in Saarbrücken gefördert wird. Die Absolventen des dreijährigen Grundstudienkurs schließen ihr Studium mit der deutschen juristischen Zwischenprüfung und der französischen licence mention droit (Französischer LL. B.) ab. Zudem wird seit dem Wintersemester 2008/2009 ein zweijähriger Aufbaustudienkurs im Wirtschafts-, Arbeits- und Sozialrecht angeboten, der mit dem französischen Master 2 „mention droit de l’entreprise (M 2)“ und der deutschen juristischen Schwerpunktbereichsprüfung abschließt. Die Absolventen des Aufbaustudienkurses sind somit scheinfrei für den Antritt zur Ersten Staatsexamensprüfung und zur Teilnahme an einer Zulassungsprüfung einer französischen Anwaltsschule (École de formation de barreau – EFB) berechtigt.
Außerdem wird ein Begleitstudium im anglo-amerikanischen Recht angeboten. Darüber hinaus besteht ein Austausch mit ausländischen Universitäten, insbesondere mit der „Radzyner School of Law“ am privaten Interdisciplinary Center (IDC) in Herzlia (Israel), zur Suffolk University in Boston (USA) und mit einigen europäischen Universitäten im Rahmen des Erasmus-Programms. Im Übrigen ist die Fakultät auch an fakultätsübergreifenden Studiengängen beteiligt.
In der Forschung stehen an der Fakultät insbesondere das Wirtschaftsrecht und das Europäische und Internationale Recht im Vordergrund. Diese juristischen Spezialdisziplinen sind auch als Entwicklungsbereiche ausgewiesen. Die Fakultät verfügt über Forschungszentren und -institute insbesondere in den Feldern Gewerblicher Rechtsschutz, Informationsrecht, Medizinrecht, Unternehmensrecht und Versicherungsrecht. Der Fakultät assoziiert ist das als zentrales Institut geführte Institut für Deutsches und Internationales Parteienrecht und Parteienforschung.
Die 2007 gegründete Düsseldorf Law School (DLS) war eine selbstständige Weiterbildungseinheit der Juristischen Fakultät. Die durch sie gegründeten postgradualen Masterprogramme im Gewerblichen Rechtsschutz und Medizinrecht werden seit der Auflösung der DLS von der Universität selbst angeboten. Seit 2017 wurde das Programm um einen LL.M. im Insolvenz- und Sanierungsrecht erweitert.

## Trägerschaft und Selbstverwaltung
Die Heinrich-Heine-Universität ist eine vom Land Nordrhein-Westfalen getragene Körperschaft des öffentlichen Rechts und verwaltet sich gemäß § 2 Absatz 1 des Hochschulgesetzes Nordrhein-Westfalens (HG NW) selbst.
Zentrale Organe der Heinrich-Heine-Universität Düsseldorf sind laut § 3 der Grundordnung vom 17. März 2015:
- der Senat
- der Hochschulrat
- die Hochschulwahlversammlung
- die Rektorin
- das Rektorat

### Senat
Der Senat ist das am stärksten legitimierte Organ der Hochschule und mit Mitgliedern aller Statusgruppen besetzt, womit er ein Forum für Fragen mit Bedeutung für die gesamte Hochschule darstellt. Die wichtigsten Aufgaben des Senates sind die Rechtsetzung durch Ordnungen (z. B. Grundordnung, Berufungsordnung) und die Wahl verschiedener Gremien und Ämter der Hochschule (z. B. der zentralen Gleichstellungsbeauftragten, oder von Kommissionen). Daneben hat er u. a. das Recht Empfehlungen und Stellungnahmen in verschiedenen universitären Angelegenheiten abzugeben (§ 22 Absatz 1 HG NW). In der Praxis haben diese Stellungnahmen für das Rektorat durchaus bindende Wirkung. Laut Grundordnung (§ 4) gehören dem Senat an der HHU als stimmberechtigte Mitglieder fünfzehn Vertreter der Gruppe der Hochschullehrer, fünf Vertreter der Gruppe der wissenschaftlichen Mitarbeiter, fünf Vertreter der Gruppe der Studierenden sowie vier Vertreter der Gruppe der Mitarbeiter in Technik und Verwaltung an. Vorsitzender des Senats ist seit dem Januar 2016 der Chirurg Wolfram Trudo Knoefel (* 1962).

### Hochschulrat
Der Hochschulrat ist laut § 21 Absatz 1 Satz 1 HG NW als Gremium definiert, dem die Beratung des Rektorats und die „Aufsicht über dessen Geschäftsführung“ obliegt. Hierunter fällt insbesondere die Aufsicht über die Wirtschaftsführung des Rektorats (§ 21 Absatz 1 Nr. 4 HG NW). Dem Hochschulrat werden laut Gesetz (§ 21 Absatz 1 Nr. 5, 6) außerdem Empfehlungen und Stellungnahmen zur Hochschulentwicklung im Allgemeinen und zu strukturell relevanten Einzelentscheidungen eingeräumt. Insofern kommt dem Hochschulrat eine Rolle bei der strategischen Ausrichtung der Hochschule zu. Gemäß der Grundordnung der HHU vom 17. März 2015 (§ 5) zählt der Hochschulrat acht Mitglieder, von denen mindestens zwei interne sein müssen. Im Oktober 2007 hat sich der erste Hochschulrat der HHU aus drei internen und fünf externen Mitgliedern konstituiert.
Dem Hochschulrat gehören folgende Personen an:
- Externe Mitglieder:
  - Anne-José Springorum (Vorsitzende) (* 1952, Juristin und Präsidentin des Oberlandesgerichts Düsseldorf)
  - Carola Gräfin von Schmettow (stellv. Vorsitzende) (* 1964, Unternehmerin und Vorstandsvorsitzende von HSBC Trinkaus von 2015 bis 2021)
  - Karl Hans Arnold (* 1962, Herausgeber der Tageszeitung Rheinische Post von 2015 bis 2019 und Vorsitzender der Geschäftsführung der Rheinische Post Mediengruppe von 2011 bis 2018)
  - Anne-Christin Frister (* 1966, Vorsitzende Richterin am Oberlandesgericht Düsseldorf)
  - Karl-Walter Jauch (* 1952, bis 2021 Ärztlicher Direktor des Klinikums der Ludwig-Maximilians-Universität in München)[42]
  - Elisabeth Knust (* 1951, Direktorin des Max-Planck-Instituts für Molekulare Zellbiologie und Genetik in Dresden von 2007 bis 2019)
- Interne Mitglieder:
  - Ricarda Bauschke-Hartung (* 1966, Germanistin, seit 2008 Lehrstuhlinhaberin für Ältere deutsche Literatur und Sprache an der HHU)
  - Joachim Windolf (* 1960, seit 2005 Direktor der Klinik für Unfall- und Handchirurgie am Universitätsklinikum Düsseldorf)

### Rektorat
Das Rektorat leitet die Hochschule; deren Mitglieder werden von der Hochschulwahlversammlung gewählt, die sich aus Mitgliedern des Senates und des Hochschulrates zusammensetzt. Dem Rektorat gehören die Rektorin, die Prorektoren und der Kanzler an. Es besteht seit dem 1. November 2020 aus folgenden Personen:
- die Juristin Anja Steinbeck als Rektorin (seit November 2014)
- der Anglist Martin Goch als Kanzler (seit Februar 2014)
- der Politikwissenschaftler Marschall Prorektor für Internationales und Wissenschaftskommunikation (seit November 2020)
- die Medizinerin Icks als Prorektorin für Forschung und Transfer (seit November 2020)
- der Wirtschaftsinformatiker Mauve als Prorektor für Digitalisierung und wissenschaftliche Infrastruktur (seit November 2020)
- der Wirtschaftswissenschaftler Christoph Börner als Prorektor für Studienqualität und Lehre (seit Oktober 2017)

### Dekane der Fakultäten
Die von den Fakultätsräten gewählten Dekane leiten die Fakultäten und vertreten sie gegenüber der Hochschulleitung. Seit 2002 waren folgende Dekane im Amt:
- Medizinische Fakultät:
  - 0000–2002: Dieter Häussinger
  - 2002–2003: Alfons Labisch
  - 2003–2006: Wolfgang H. M. Raab
  - 2006–2008: Bernd Nürnberg
  - 2008–2016: Joachim Windolf
  - 2016–0000: Nikolaj Klöcker[45]
- Philosophische Fakultät:
  - 0000–2002: Vittoria Borsò
  - 2002–2006: Bernd Witte
  - 2006–2008: Ulrich von Alemann
  - 2008–2011: Hans T. Siepe
  - 2011–2015: Bruno Bleckmann
  - 2015–2019: Ulrich Rosar[46]
  - 2019–2023: Achim Landwehr[47]
  - 2023–0000: Ulli Seegers[48]
- Mathematisch-Naturwissenschaftliche Fakultät:
  - 0000–2004: Gerd Fischer
  - 2004–2007: Peter Westhoff
  - 2007–2011: Ulrich Rüther
  - 2011–2015: Christel Marian
  - 2015–2019: Martin Mauve[49]
  - 2019–0000: Peter Kleinbudde[50]
- Wirtschaftswissenschaftliche Fakultät:
  - 2000–2002: Raimund Schirmeister
  - 2002–2004: Heinz-Dieter Smeets
  - 2004–2005: Jörg H. Thieme
  - 2005–2007: Christoph Börner
  - 2007–2009: Guido Förster
  - 2009–2013: Bernd Günter
  - 2013–2014: Stefan Süß
  - 2015–2018: Justus Haucap
  - 2018–0000: Stefan Süß[51]
- Juristische Fakultät:
  - 2000–2002: Ulrich Noack
  - 2002–2004: Helmut Frister
  - 2004–2006: Horst Schlehofer
  - 2006–2008: Johannes Dietlein
  - 2008–2010: Dirk Looschelders
  - 2010–2012: Jan Busche
  - 201200000: Ralph Alexander Lorz
  - 2012–2014: Andreas Feuerborn
  - 2014–2016: Karsten Altenhain[52]
  - 2016–2018: Lothar Michael[53]
  - 2018–2020: Nicola Preuß[54]
  - 2020–2022: Christian Kersting[55]
  - 2022–0000: Katharina Lugani

### Studentische Selbstverwaltung
- Juso-HSG: 4
- Campusgrün: 6
- Fachschaftenliste: 3
- LHG: 1
- RCDS: 3

Die Vertretung der Studierenden obliegt der Studierendenschaft. Sie regelt ihre eigenen Angelegenheiten im Rahmen der studentischen Selbstverwaltung unabhängig und ist als Verfasste Studierendenschaft eine rechtsfähige Körperschaft des öffentlichen Rechts und Gliedkörperschaft der Hochschule. Organe dieser Selbstverwaltung sind unter anderem das Studierendenparlament (SP), der Allgemeine Studierendenausschuss (AStA) und die Fachschaften.
Das Studierendenparlament (SP) ist das oberste Beschluss fassende Organ der Studierendenschaft, also aller immatrikulierten Studierenden an der Universität. Er wird einmal jährlich gewählt und besteht aus 17 nach dem Sainte-Laguë-Verfahren bestimmten Mitgliedern und deren Stellvertretern.
Der Allgemeine Studierendenausschuss (AStA) wird vom Studierendenparlament gewählt und setzt dessen Beschlüsse um. Außerdem ist er Ansprechpartner für viele studentische Lebensbereiche. Er besteht aus dem Vorstand, Referaten und den Personen auf Projektstellen.
Der AStA-Vorstand vertritt die Studierendenschaft (§ 55 Absatz 1 Satz 1 HG NW) innerhalb der Universität und nach außen, gerichtlich und außergerichtlich. Er besteht aus dem Vorsitz und bis zu drei stellvertretenden Personen.
Die Referate des AStAs teilen sich in integrierte und autonome Referate auf:
- Integrierte Referate arbeiten nach den Beschlüssen des SP und des AStA-Vorstands selbstständig zu bestimmten Aufgaben. Mitglieder werden (außer beim Finanzreferat) vom AStA-Vorstand ernannt.[59] Stand 2022 gibt es sieben solcher Referate.[61]

- Autonome Referate arbeiten zumeist für eine bestimmte Gruppe von Studierenden (z. B. Fachschaftenreferat, Frauenreferat, LesBi-Referat, Referat für schwule und bisexuelle Studierende, Referat für Barrierefreiheit oder Referat für internationale Studierende). Die autonomen Referate werden einmal im Jahr auf ihren jeweiligen Wahlvollversammlungen neugewählt und daraufhin im Studierendenparlament bestätigt.[62]

Je nach Studiengang gehören Studierende zu mindestens einer Fachschaft. Die Fachschaften organisieren sich in Vollversammlungen und wählen bei Fachschaftswahlen die Fachschaftsräte.

## Campus und Klinikgelände

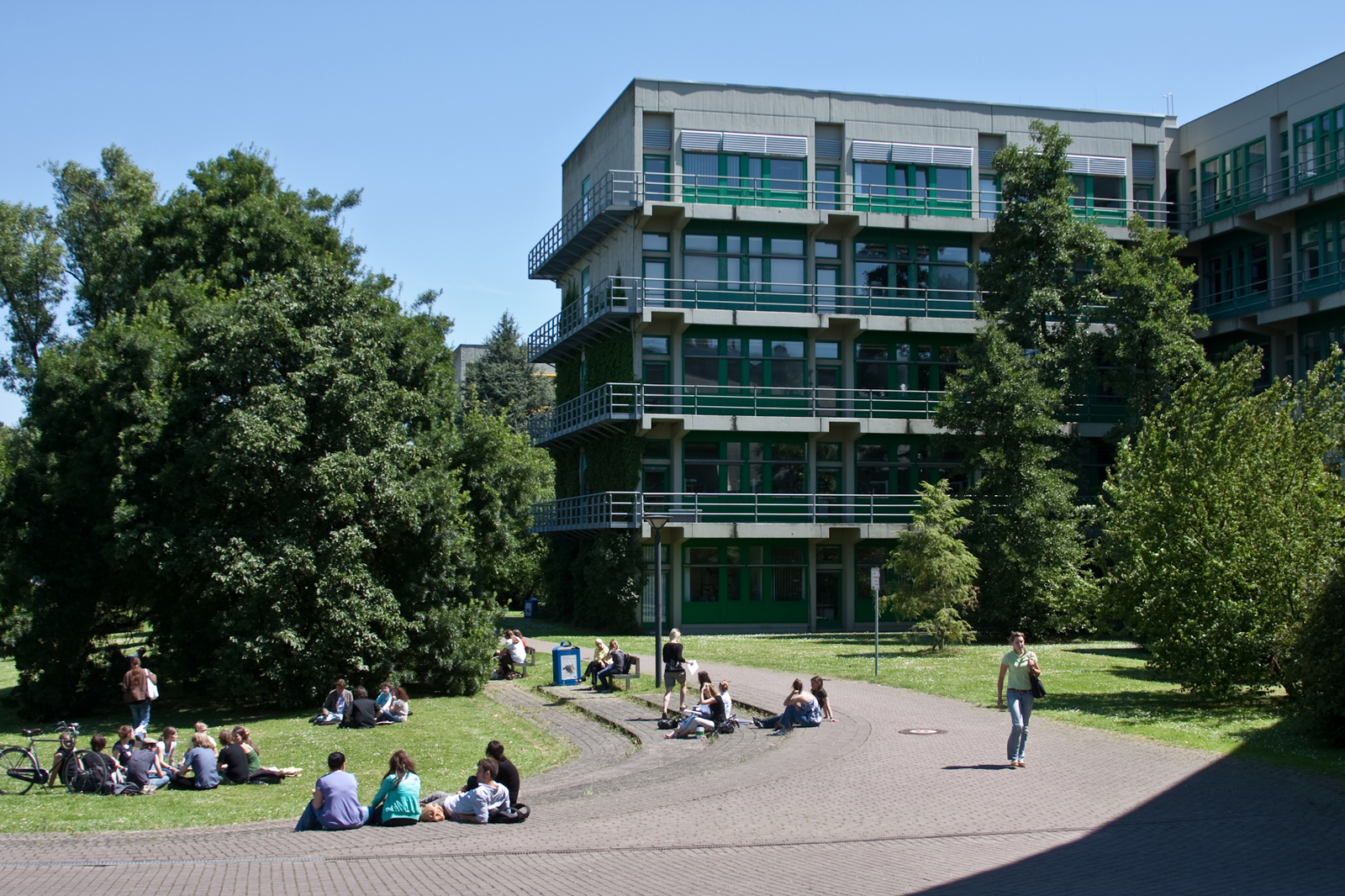
Typische, in den 1970er Jahren errichtete Gebäudegruppe auf dem Campus

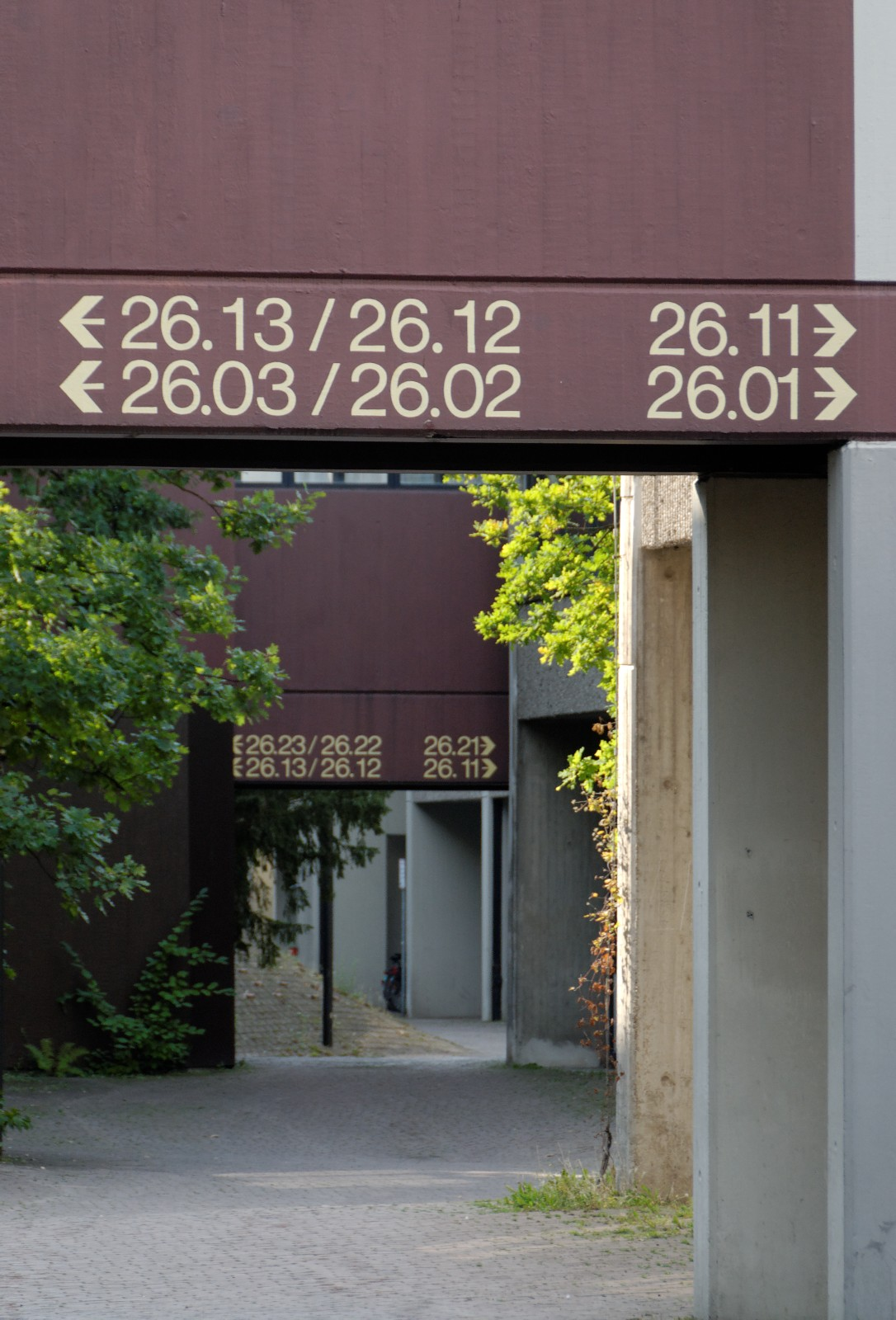
Gebäudenummern über einem Versorgungsweg im Südostbereich

Es wird zwischen zwei für den universitären Betrieb notwendigen räumlichen Einheiten – dem Gelände der 1907 eröffneten ehemaligen Städtischen Krankenanstalten, auf dem alle klinischen Gebäude des Universitätsklinikums untergebracht sind, und dem erst 1968 teilweise in Betrieb genommenen Campus für die Vorklinik und die nicht-medizinischen Institute und Seminare der Universität – unterschieden.
Alle Gebäude haben die Postanschrift Moorenstraße 5 oder Universitätsstraße 1 jeweils in 40204 Düsseldorf. Für eine genauere Lokalisierung der Standorte wird ein Schlüssel aus vier zweistelligen Zahlen, die durch Punkte voneinander getrennt sind, benötigt und verwendet. Die erste Zahl bestimmt den Bereich, die zweite Zahl das Gebäude, die dritte Zahl die Etage und die letzte Zahl die Raumnummer im betreffenden Stockwerk (bspw. Gebäudebereich 23, Gebäude 01, Etage U1, Raum 25, also 23.01.U1.25). Die Bereichsnummern beginnen im Klinikgelände mit 1 (mit Ausnahme der Vorklinik, die den Gebäudebereich 22 bildet) und auf dem Campus mit 2.
Zur Lage und Erschließung und über die Bereiche und Gebäude des Klinikgeländes → Abschnitt: Klinikgelände im Artikel über das Universitätsklinikum Düsseldorf.

### Lage und Erschließung des Campus

Campus-Plan von HHU und UKD aus dem Jahr 2011

Der Campus bildet ein Dreieck im südöstlichen Zipfel von Düsseldorf-Bilk und schließt sich somit südlich an das Gelände des Universitätsklinikums an. Diese Verbindung des Universitätscampus mit dem des -klinikums zu einem räumlich geschlossenen Areal von rund 130 ha ist bis heute eine Besonderheit: Universität und Klinikum bilden somit gewissermaßen eine „Wissenschaftsstadt“ im Südwesten Düsseldorfs.
Im Osten grenzt der Campus mit dem Botanischen Garten an den Brückerbach. An das Straßenverkehrsnetz ist der Campus über die Universitätsstraße angeschlossen. Sie zweigt im Norden von der Werstener Straße in Höhe des Südparks ab, durchquert zunächst den nördlichen Teil des Campus in Ost-West-Richtung, wendet sich dann in einer Kurve nach Süden, verläuft anschließend parallel zur Himmelgeister und Münchener Straße und begrenzt in diesem Abschnitt auch den Campus nach Westen. Ihr südlicher Endpunkt bildet eine Anschlussstelle an die als vierspurige Autostraße gebaute Münchener Straße. Des Weiteren liegt am nordwestlichen Rand die Autobahnanschlussstelle Düsseldorf-Bilk, über die der Campus mit der Innenstadt und mit der A 46 verbunden ist. Der „Unitunnel“, dessen Verlauf durch eine nicht bebaubare Freifläche zu erahnen ist, teilt die beiden Campusareale (Rektorat und Universitätsverwaltung liegen oberhalb).
Alle Campus-Parkplätze liegen unweit der Münchener Straße. An den zwei Enden der Querverbindung befinden sich die am stärksten frequentierten ÖPNV-Haltestellen: Im Osten nördlich des Botanischen Gartens liegt die Stadt- und Straßenbahn-Endhaltestelle Universität Ost/Botanischer Garten der Linien U73 und U79 sowie 704 (nur am Wochenende). Am anderen Ende auf der Universitätsstraße befindet sich die Bushaltestelle Universität Mitte der Buslinien 731, 735, 827, 835, 836, SB53, SB57, M3 und NE7. Weitere Bushaltestellen sind Universität Mensa, Universität West, Universität Süd und Universität Südost.
Das Rückgrat der Erschließung bilden eine in Nord-Süd-Richtung durch den gesamten Campus verlaufende Fußgängerzone, die sich nach Norden durch das Klinikgelände bis zur Pforte A fortsetzt, und eine kürzere Querverbindung ebenfalls nur für Fußgänger und Radfahrer. Beide Fußgängerzonen kreuzen sich in der Mitte des Campus an der Universitäts- und Landesbibliothek und unterteilen ihn auf diese Weise in die vier zentralen Bereiche 22, 23, 25 und 26. Die Umgebung der Bibliothek bildet den eigenen Bereich 24. Weiter nördlich kreuzt die Nord-Süd-Fußgängerzone die Universitätsstraße über eine Fußgängerbrücke. In diesem Bereich mit der eigenen Nummer 21 liegt auch die Hauptmensa des Campus (eine zweite, kleinere Mensa befindet sich im Bereich 25).
Die Zuweisung einzelner Fächergruppen zu fest umrissenen Campusarealen war von Anfang an geplant, wurde aber schon in der frühesten Bauphase insofern aufgeweicht, als einzelne Institutsgebäude nicht nur der vorklinischen Medizin, sondern auch der Naturwissenschaften in die Nähe der Geisteswissenschaften verlegt wurden (Gebäudegruppe 23.01-03). Das grundsätzliche Ordnungsprinzip wurde damit jedoch nicht in Frage gestellt: Die vorklinischen Bereiche der Medizinischen Fakultät befinden sich links, die der Philosophischen Fakultät rechts der Nord-Süd-Achse, die Fachbereiche der Mathematisch-Naturwissenschaftlichen Fakultät im Süden bzw. Südosten. Auf der Höhe von Universitäts- und Landesbibliothek und Uniteich sind die Juristische und die Wirtschaftswissenschaftliche Fakultät niedergelassen (Juridicum bzw. Oeconomicum).

### Bereiche auf dem Campus
| Bereich | Lage                        | Zentrale Einrichtungen | Fakultäten und Fächer                                                                            |
| ------- | --------------------------- | --- | ------------------------------------------------------------------------------------------------ |
| 16      | Campus Nord                 | - Rektorat (16.11) - Verwaltung (16.11) |                                                                                                  |
| 21      | Campus Nord / Mensa-Bereich | - Kiosk (21.01) - Studierenden Service Center (SSC, 21.02) - Mensa (21.11) - Studierendenwerk (21.12, 14) - Studierendenwohnheime (21.13, 15–17) |                                                                                                  |
| 22      | Campus Nordwest             | - Vorklinik der Med. Fakultät |                                                                                                  |
| 23      | Campus Nordost              | - Philosophische Fakultät - Gebäudemanagement / Betriebszentrale (23.40)                                                                         | - Psychologie - Philosophie - Anglistik - Germanistik - Modernes Japan                           |
| 24      | Campus Mitte                | - Universitäts- und Landesbibliothek (ULB, 24.41)                                                                                                | - Juristische Fakultät (24.81, 91) - Wirtschaftswissenschaftliche Fakultät „Oeconomicum“ (24.31) |
| 25      | Campus Südwest              | - AStA (25.23) - ZIM – Zentrum für Informations- und Medientechnologie (25.41) - kleine Mensa                                                    | - Mathematik - Informatik - Physik                                                               |
| 26      | Campus Südost               | - Zentrales Chemikalienlager (ZCL, 26.53) | - Biochemie - Biologie - Chemie - Pharmazie                                                      |
| 27      | Campus-Randlage Süd         | - Parkdeck P1 (27.01) - Glasbläserei (27.02) - Studierendenwohnanlage Campus Süd (27.21)                                                         |                                                                                                  |
| 28      | Campus-Randlage Nordost     | - Sportzentrum (28.01) |                                                                                                  |
| 29      | Campus-Randlage Südost      | - Botanischer Garten |                                                                                                  |

## Zentrale und fakultätsübergreifende Einrichtungen

### Universitäts- und Landesbibliothek

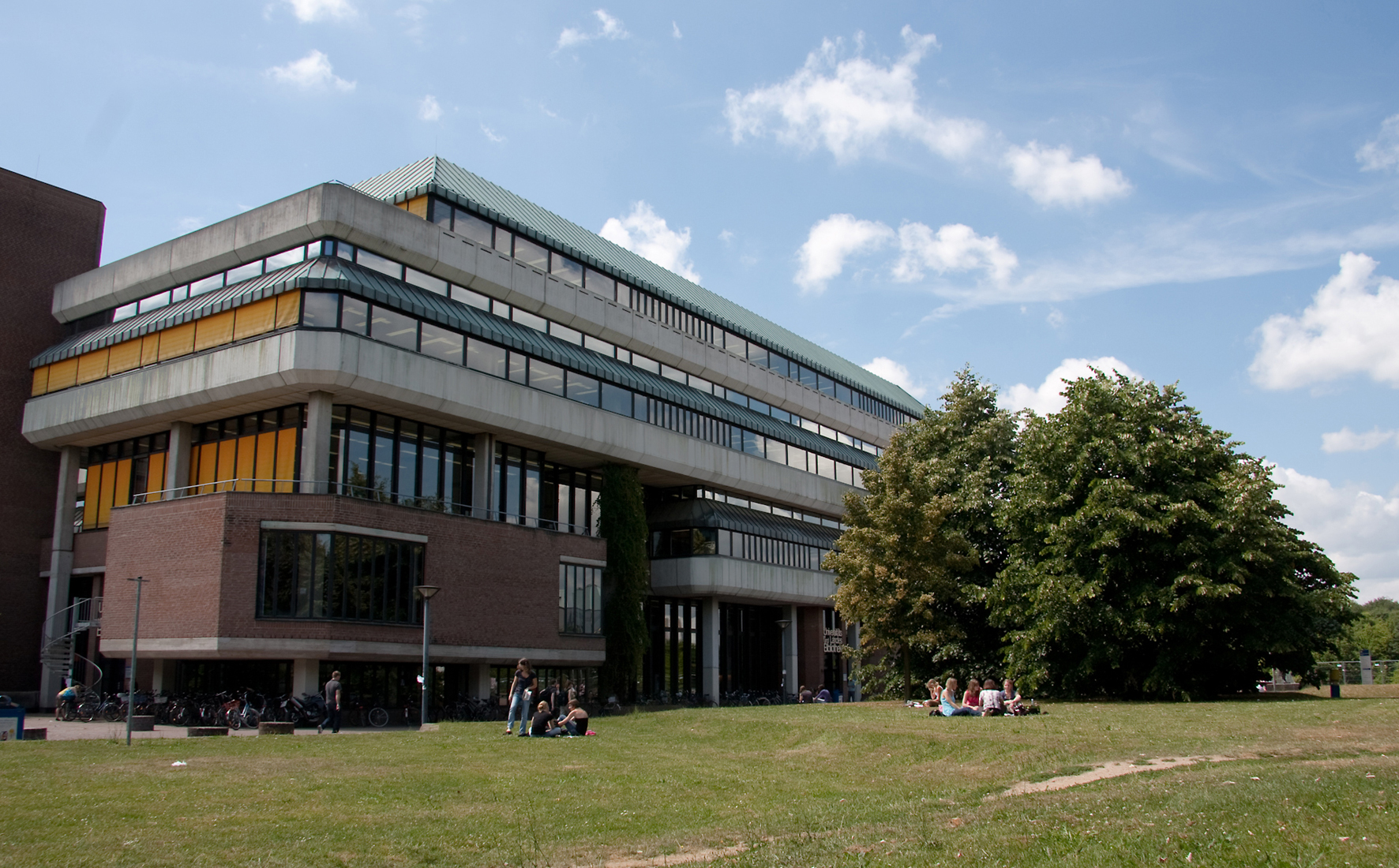
Universitäts- und Landesbibliothek (1979 errichtet)

Die Universitäts- und Landesbibliothek (ULB) bildet seit der Übernahme der historischen Landes- und Stadtbibliothek der Stadt Düsseldorf durch die Universität 1970 und der Zusammenlegung mit der Zentralbibliothek der ehemaligen Medizinischen Akademie den Träger des einschichtigen Bibliothekssystems der Universität. Mit der Service-Funktion für die Hochschule verbindet sich die Bedeutung der Bibliothek als eine von drei nordrhein-westfälischen Landesbibliotheken neben Bonn und Münster. Als solche ist die ULB mit der Sammlung, Archivierung, Erhaltung, sowie der Bereitstellung regionaler Literatur beauftragt. Die ULB zählt aufgrund der Reichhaltigkeit ihrer Bestände und ihres hoch entwickelten Dienstleistungsstandards deutschlandweit zu den führenden und innovativsten Bibliotheken.

### Zentrum für Informations- und Medientechnologie
Das Zentrum für Informations- und Medientechnologie (ZIM) ist eine zentrale Betriebseinheit der Heinrich-Heine-Universität, die Dienste im Rahmen des Verbundes für Information-Kommunikation-Medien (IKM) für Forschung, Lehre, Studium und Verwaltung anbietet und zu diesen Zwecken geeignete Infrastrukturen unterhält. Das ZIM trat gemäß Beschluss des Rektorats vom 1. Februar 2007 an die Stelle des Universitätsrechenzentrums und ist ein Dienstleistungs- und Kompetenzzentrum für alle technischen Aspekte zur digitalen Informationsversorgung und -verarbeitung, zur digitalen Kommunikation und zum Einsatz digitaler Medien. Das ZIM gliedert sich in die Bereiche Kommunikationssysteme, Informationsverarbeitungssysteme, Multimedia- und Anwendungssysteme und die Gemeinsame Einrichtung des Zentrums für Informations- und Medientechnologie und des Universitätsklinikums (Multimediazentrum).

### Studierendenakademie
Die zum Wintersemester 2012/13 gegründete Studierendenakademie bündelt die fachübergreifenden Aktivitäten an der HHU. Mit ihrem breitgefächerten Veranstaltungs- und Beratungsangebot ergänzt die Studierendenakademie die akademische Ausbildung an den fünf Fakultäten. Dabei reicht das Spektrum von fakultätsübergreifenden Vorlesungen über Angebote zur Karriereorientierung bis hin zu Sprachkursen. Das Programm wird getragen von fünf Abteilungen: Zentrum Studium Universale, KUBUS (Praxis- und Berufsorientierung), Career Service, Studiengebiet Deutsch als Fremdsprache und Sprachenzentrum.

### Botanischer Garten
Der im Süden des Campus gelegene Botanische Garten der HHU dient als wissenschaftliche Einrichtung der Forschung und Lehre und steht ganzjährig auch Besuchern offen. Im Mittelpunkt des Freigeländes steht ein 18 m hoher, gläserner Kuppelbau als Kalthaus für rund 400 Pflanzenarten aus Gebieten mit warmen, trockenen Sommern und regenreichen Wintern. Ergänzt wird dieses durch eine moderne Gewächshaus-Anlage als Schau-Haus für südafrikanische Pflanzen und ein Sammlungshaus, das der Pflanzenanzucht und auch der Ausbildung dient. Abgerundet wird der Gewächshauskomplex durch eine 13 m hohe Orangerie, die als Ausstellungsort in den warmen Monaten und als Aufbewahrungsort für Kübelpflanzen in den Wintermonaten fungiert.

### Biologisch-Medizinisches Forschungszentrum
Die Aktivitäten des 1992 eröffneten Biologisch-Medizinischen Forschungszentrums (BMFZ) konzentrieren sich auf den Betrieb von Serviceeinheiten im molekularbiologischen Zentrallabor, dem Protein-analytischen Zentrallabor sowie dem Zentrallabor für transgene Tiere. Es dient somit der Vernetzung der medizinischen und naturwissenschaftlichen Grundlagenforschung in struktureller und in materieller Hinsicht. Die Forschungsschwerpunkte am BMFZ sind die Infektions-, Tumor- und Neurobiologie sowie die zelluläre Kommunikation.

### Institut für Deutsches und Internationales Parteienrecht und Parteienforschung
Das 2001 an der HHU niedergelassene Institut für Deutsches und Internationales Parteienrecht und Parteienforschung (PRuF) ist eine interdisziplinäre Einrichtung der Juristischen und der Philosophischen Fakultät der HHU. Es widmet sich der Grundlagenforschung im Spektrum des deutschen und internationalen Parteienwesens und leistet gegenüber der Öffentlichkeit Informations- und Aufklärungsarbeit in Fragen von aktueller politischer bzw. gesellschaftlicher Relevanz.

### Zentrale Universitätsverwaltung
Durch die Autonomie der Universität infolge des Hochschulfreiheitsgesetzes ist der Zentralen Universitätsverwaltung (ZUV) neben ihren Kernobliegenheiten in Verbindung mit dem Rektorat eine Vielzahl strukturell wichtiger Steuerungsaufgaben zugewachsen. Hierzu zählen insbesondere die eigenständige Finanz- und Personalverwaltung, die anstehende infrastrukturelle Modernisierung des gesamten Campus und die administrative Begleitung des Bologna-Prozesses.
Die ZUV umfasst aktuell fünf Dezernate, ein Dezernat 4 existiert zurzeit nicht; Leiter der Verwaltung ist der Kanzler:
- 1 – Studentische Angelegenheiten
- 2 – Hochschulentwicklung
- 3 – Personal
- 5 – Finanzen
- 6 – Gebäudemanagement

Zusätzlich existieren die der Rektorin unterstehenden Stabsstellen
- Datenschutz
- Presse und Kommunikation und
- Veranstaltungen und Marketing-Service

sowie dem Kanzler unterstehende Stabsstellen
- Arbeits- und Umweltschutz (SAUS),
- Innenrevision,
- Justitiariat und
- Kanzlerbüro und Geschäftsstelle Hochschulrat.

Des Weiteren unterstehen den einzelnen Dezernaten die Stabsstellen
- iQu (2) und
- Steuern (5)

sowie Prorektor Klaus Pfeffer die zugeordnete Koordinierungsstelle Diversity. Ende 2013 zählte die Verwaltung 426 Mitarbeiter (Planstellen).

## Forschung

### Entwicklungsplanung
Der aktuelle Hochschulentwicklungsplan der Universität stellt das Profil unter das Motto „Life • Nature • Society“. Es soll die teilweise langjährigen Forschungserträge der Universität in den Lebens-, Natur- und in den Geisteswissenschaften reflektieren und die Devise für die künftige Entwicklung sein.
Das Förderranking der „Deutschen Forschungsgemeinschaft“ (DFG) wies der HHU über den Zeitraum von 2005 bis 2007 den 32. Platz im Verhältnis zum absoluten DFG-Bewilligungsvolumen ein. Dieser Rang innerhalb der 92 deutschen Universitäten soll bis 2015 durch strategische Maßnahmen auf der Grundlage des Hochschulentwicklungsplans verbessert werden. Dazu wurden den Fakultäten Profil-, Förder- und Entwicklungsbereiche ausgewiesen, die durch entwickelt werden sollen.
Von Bedeutung ist auch die Beteiligung der HHU an der zweiten Runde der Exzellenzinitiative des Bundes und der Länder. Zusammen mit ihren Projektpartnern, der Universität zu Köln, dem Max-Planck-Institut für Pflanzenzüchtungsforschung und Forschungszentrum Jülich, war die HHU mit ihrem Vollantrag für das Exzellenzcluster CEPLAS (Cluster of Excellence on Plant Sciences) im Bereich Botanik erfolgreich und wird bis zum Jahr 2017 gefördert.

### Aktuell geförderte Projekte

#### DFG Sonderforschungsbereiche
- Sonderforschungsbereich 728[67]
  - Umweltinduzierte Alterungsprozesse
  - Ort: Düsseldorf
  - Laufzeit: seit 2007
- Sonderforschungsbereich 974[68]
  - Kommunikation und Systemrelevanz bei Leberschädigung und Regeneration
  - Ort: Düsseldorf
  - Laufzeit: seit 2012
- Sonderforschungsbereich 991[69]
  - Die Struktur von Repräsentationen in Sprache, Kognition und Wissenschaft
  - Ort: Düsseldorf
  - Laufzeit: seit 2011

#### DFG Transregios
- Transregio 12[70]
  - Symmetrien und Universalität in Mesoskopischen Systemen
  - Ort: Köln, Bochum, Duisburg, Düsseldorf, Essen, München, Warschau
  - Laufzeit: seit 2003
- Transregio 18[71]
  - Relativistische Laser-Plasma-Dynamik
  - Ort: Düsseldorf, Berlin, Garching, Jena, München
  - Laufzeit: seit 2004

## Studiengebühren und Semesterbeitrag

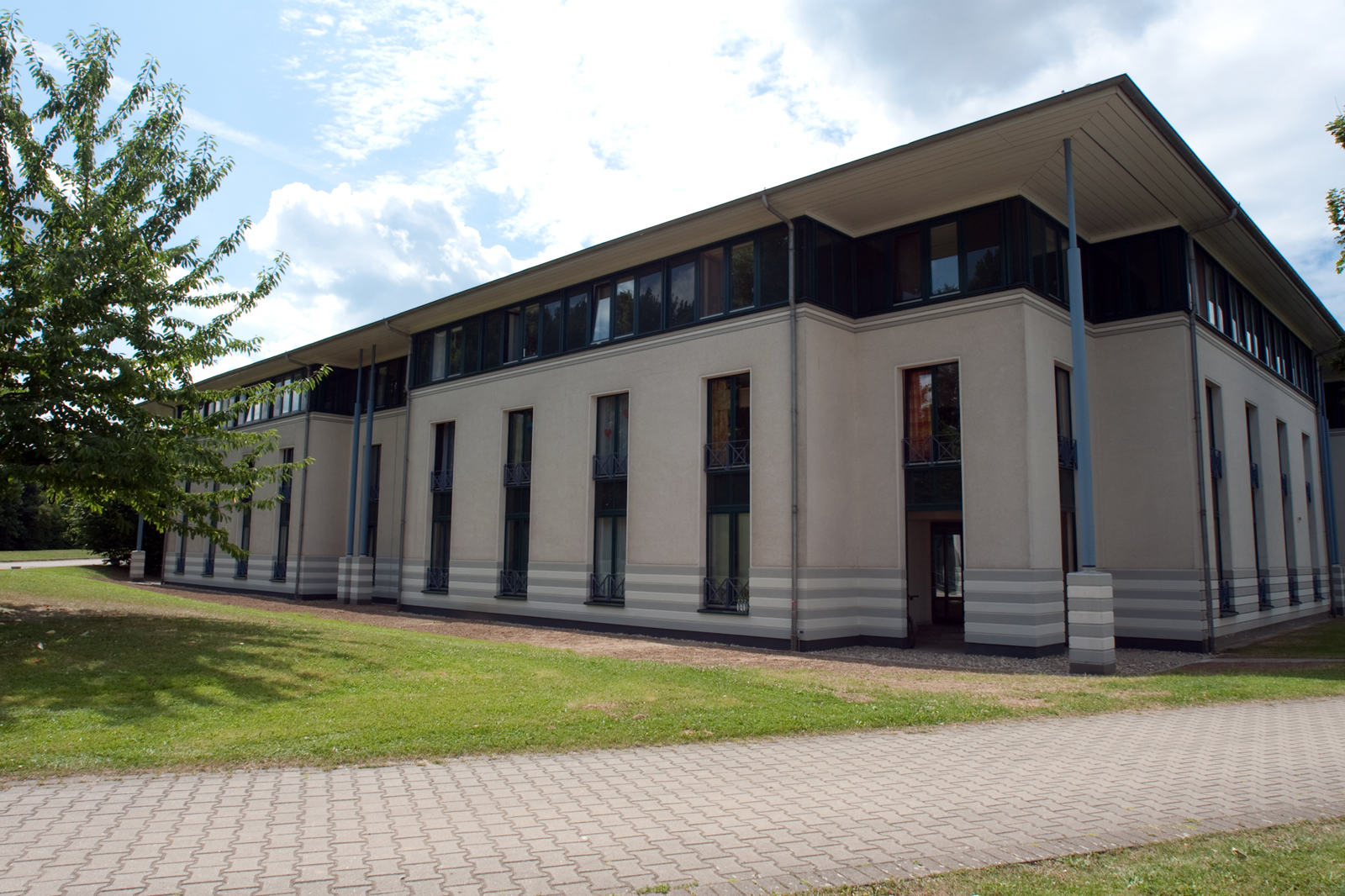
Studierendenwohnanlage im Bereich des Campus-Süd (eingerichtet 1992)

Die HHU Düsseldorf erhob seit dem Sommersemester 2007 allgemeine Studiengebühren in Höhe von 500 € pro Semester. Beurlaubte Studierende, Promotionsstudierende, Medizinstudierende, die ihr praktisches Jahr nach der Approbationsordnung für Ärzte ableisten, und Studierende der Fächer Medizin oder Zahnmedizin im Zweitstudium innerhalb der Regelstudienzeit mit dem Berufsziel Kieferchirurgie waren davon ausgenommen. Es gab Befreiungstatbestände für behinderte Studierende, Eltern und Mitglieder von Gremien.
Infolge der Abschaffung der Studienbeiträge durch den nordrhein-westfälischen Landtag im Februar 2011 sind seit dem WS 2011/2012 keine Studiengebühren an der HHU zu entrichten. Die somit entfallenden Mittel werden auf Grundlage des „Gesetzes zur Verbesserung der Qualität in Lehre und Studium an nordrhein-westfälischen Hochschulen“ vom 1. März 2011 (Studiumsqualitätsgesetz) durch so genannte „Qualitätsverbesserungsmittel“ kompensiert.
Seit dem 1. April 2024 können Studierende nach einer Umprogrammierung ihr Semesterticket in ganz Deutschland nutzen. Die zuvor bestehende Fahrrad- und Personenmitnahme entfällt. Der Semesterbeitrag konnte durch den Ticketwechsel vom NRW-Ticket zum Deutschlandticket um 50 Euro gesenkt werden.
|                | 2012     | 2013     | 2014     | 2015     | 2016     | 2017     | 2018     | 2019     | 2020     | 2021     | 2022     | 2023     | 2024     |
| Sommersemester |          |          | 246,61 € | 251,81 € | 273,67 € | 280,83 € | 288,22 € | 303,33 € | 309,78 € | 309,91 € | 314,41 € | 321,07 € | 298,05 € |
| Wintersemester | 231,10 € | 244,07 € | 246,61 € | 265,91 € | 273,67 € | 280,98 € | 296,22 € | 304,28 € | 311,43 € | 310,78 € | 314,16 € | 328,39 € | 298,05 € |

## Internationalität von Studium und Forschung
Der Anteil ausländischer Studierender an der Heinrich-Heine-Universität ist mit 15 % vergleichsweise hoch. Zu einem Drittel handelt es sich um Bildungsinländer mit größtenteils türkischer Staatsangehörigkeit. Die wichtigsten Herkunftsländer der Bildungsausländer sind Russland, China, Bulgarien, Georgien, die Ukraine und Polen. Die Tutoren des „International Student Orientation Service“ unterstützen ausländische Studierende und Studieninteressierte bei der Organisation ihres Studienstarts. Die HHU ist dem Kodex für das Ausländerstudium der Hochschulrektorenkonferenz verpflichtet und Mitglied im GATE-Konsortium zum internationalen Marketing deutscher Hochschulen.
Als Mitglied der von Saarbrücken aus administrierten Deutsch-Französischen Hochschule verfügt die HHU über mehrere deutsch-französische Studienangebote in den Rechts-, Medien- und Kulturwissenschaften. Englischsprachige Lehrangebote finden sich insbesondere in den Sozialwissenschaften (z. B. im Masterstudiengang „European Studies“) sowie in den Graduiertenkollegs der Mathematisch-Naturwissenschaftlichen Fakultät. An der HHU können bi- und trinationale Promotionsprogramme („Doctor europaeus“) absolviert werden. Der Anteil ausländischer Doktoranden ist gerade in den strukturierten Promotionsangeboten der Universität hoch.
Die Auslandsmobilität der deutschen Studierenden der HHU hat in den letzten Jahren zugenommen. 2009 waren etwa 25 % der B.A.-Studierenden mehr als 21 Wochen im Ausland. Der HHU ist es ein besonderes Anliegen, dass im Ausland erbrachte Studienleistungen anerkannt werden, damit Auslandsaufenthalte noch attraktiver werden. Im Wintersemester 2011/12 waren 264 internationale Promovierende an der HHU eingeschrieben, die meisten aus Indien, China und Russland.
Die Schwerpunktregionen im Rahmen der Internationalisierung der HHU sind Europa, USA, Japan und der Nahe Osten. 1973 unterzeichnete die HHU ein erstes Partnerschaftsabkommen mit der Université de Nantes, mit der bis heute ein reger Personenaustausch besteht. 2011 hat die HHU 11 Partnerschaften auf gesamtuniversitärer Ebene, vor allem mit Universitäten in Europa, den USA und Japan. Dazu kommen über 80 Forschungs- und Lehrkooperationen mit internationalen Partneruniversitäten auf Fakultäts- und Institutsebene sowie ca. 140 Erasmus-Partnerschaften.
Die HHU war im 6. EU-Forschungsrahmenprogramm an 35 Projekten beteiligt und rechnet bis 2015 mit einem jährlichen Fördervolumen von etwa 4 Mio. Euro. Sie war erfolgreich im Wettbewerb „EU-Projektmanagementstrukturen für Hochschulen in Nordrhein-Westfalen“ und hat 2010 das „European Project Office Düsseldorf“ aufgebaut.
Die HHU ist im Auftrag der Landesregierung Projektträger eines landesweiten Kurzzeitstipendienprogramms für Studierende aus Israel, Palästina und Jordanien. Sie verwaltet ein vom Land NRW finanziertes Fellowship-Programm für Lehraufenthalte deutscher Wissenschaftler in Nahost. Der 2009 eingerichtete Master-Studiengang „European Studies“ richtet sich vor allem an Studierende aus Nahost und erfreut sich reger Nachfrage.

## Gleichstellung und Familienförderung
Die Gleichstellung von Frauen und Männern hinsichtlich ihrer Arbeitsbedingungen und beruflichen Chancen ist, verbunden mit der Optimierung der Vereinbarkeit von Beruf und Familie, eines der Kernziele der Universität, das auch im Hochschulentwicklungsplan festgehalten wird.
Die Gleichstellungsbeauftragte an der Universität wird – zusammen mit ihren Stellvertreterinnen in den Fakultäten – für jeweils vier Jahre gewählt. Seit dem 1. Januar 2016 ist Anja Vervoorts zentrale Gleichstellungsbeauftragte der HHU. Die Gleichstellungsbeauftragte vertritt nach § 24 des Hochschulgesetzes die Belange der Frauen, die Mitglieder oder Angehörige der Hochschule sind, und wirkt auf die Einbeziehung frauenrelevanter Aspekte bei der Erfüllung der Aufgaben der Hochschule hin. Hierzu kann sie an den Sitzungen des Senats und des Rektorats, der Fakultätsräte, der Berufungskommissionen und anderer Gremien mit Antrags- und Rederecht teilnehmen.
Die Gleichstellungsbeauftragte initiiert und betreut verschiedene Maßnahmen und Programme wie das nach der Düsseldorfer Pädiaterin Selma Meyer benannte SelmaMeyerMentoring-Programm, Qualifizierungsmaßnahmen für Wissenschaftlerinnen und Coaching für Professorinnen. 2009 wurde zudem das COMEBACK-Programm für den Wiedereinstieg in die akademische Laufbahn nach einer Familienphase eingeführt.
Das FamilienBeratungsBüro (FBB) wurde 2006 eröffnet. Es dient als Beratungs- und Vermittlungsstelle für Beschäftigte der Hochschule, die Familie und Beruf besser miteinander vereinbaren möchten. Das FBB vermittelt Betreuungspersonen in Kinderbetreuungsnotfällen, organisiert Ferienfreizeiten und fördert zudem beschäftigte Väter durch Vater-Kind-Aktionen. In den Jahren 2007 und 2010 wurde die HHU mit dem Total-E-Quality-Prädikat ausgezeichnet. Daneben wurde die HHU im Jahr 2008 als „audit familiengerechte hochschule“ zertifiziert. Die Re-Auditierung konnte 2011 erfolgreich umgesetzt werden.
Studentinnen bilden mit fast 60 % die Mehrheit der Studierendenschaft an der HHU, wobei die Frauenquote zwischen den einzelnen Fakultäten sowie zwischen den Fachbereichen charakteristischerweise schwankt. Ziel der HHU ist es, die Anzahl der Frauen im wissenschaftlichen Bereich sowie allgemein in leitenden Personen zu erhöhen. Im Studienjahr 2010 lag der Anteil der Promovendinnen (abgeschlossene Promotionen) bei 39 % (183 von 354), die der Habilitandinnen bei 16 % (4 von 25). 16,3 % der hauptamtlichen Professuren (44 von 269) hatten Frauen inne.

## Hochschulkultur und Öffentlichkeitsarbeit

### Organisationen, Institutionen und Arbeitsgruppen
Folgende studentische Verbände und Verbindungen, Studierenden- und Hochschulgruppen von NGOs, Initiativen und Arbeitsgruppen sind an der HHUD aktiv:
- www.aegee.org – lokale Antenne www.aegee-dusseldorf.eu
- AIESEC Lokalkomitee Düsseldorf
- Bundesverband Deutscher Volks- und Betriebswirte (bdvb) – Hochschulgruppe Düsseldorf
- debate! Debattierclub an der Heinrich-Heine-Universität[78]
- Erasmus Student Network Düsseldorf,
- European Law Students’ Association (ELSA) – Ortsgruppe Düsseldorf
- Evangelische Studierendengemeinde (ESG) Düsseldorf[79]
- Filmfest Düsseldorf
- Heine-Komitee – Ein studentischer Verein
- hochschulradio düsseldorf – Das studentische Campusradio der vier Düsseldorfer Hochschulen
- IPPNW Deutschland – Internationale Ärzte für die Verhütung des Atomkrieges, Ärzte in sozialer Verantwortung e. V. (IPPNW) – Studierendengruppe Düsseldorf
- Juso-Hochschulgruppe: Rot-Grüne Liste
- Katholische Hochschulgemeinde Düsseldorf[80]
- Model United Nations Society e. V.[81] (MUN)
- OASE-Magazin, Freie Medien-Initiative an der HHU[82]
- Rock Your Life
- SMD-Hochschulgruppe der Düsseldorfer Hochschulen
- UNICEF-Hochschulgruppe

### Haus der Universität

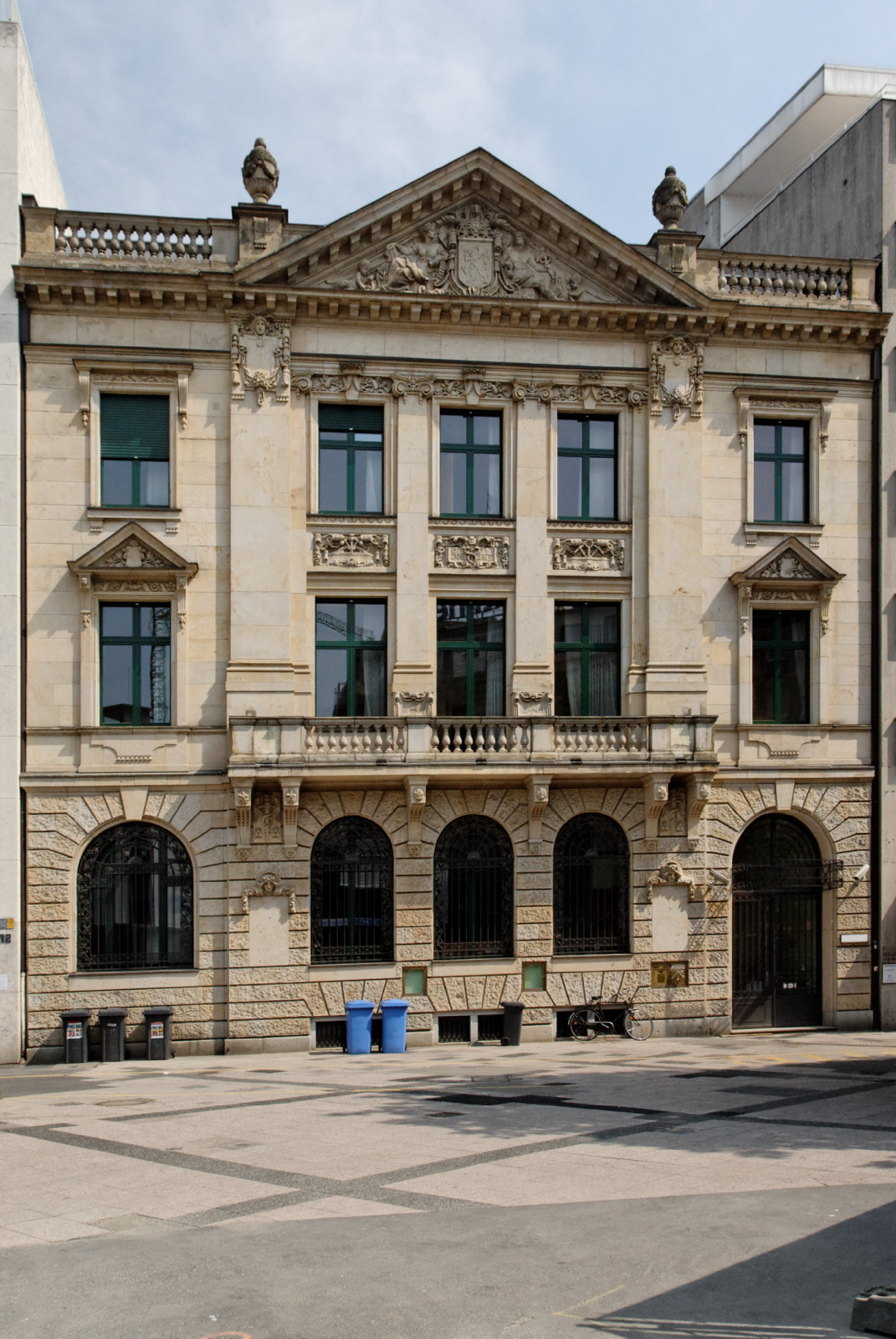
Haus der Universität, Schadowplatz 14

Seit September 2013 steht für öffentliche Veranstaltungen, Tagungen, Ausstellungen und Studienberatung das Haus der Universität am Schadowplatz 14 in Düsseldorf-Stadtmitte zur Verfügung.

### Ehrentitel
Persönlichkeiten, die sich um die Universität im Ganzen in außerordentlichem Maße verdient gemacht haben, können auf Vorschlag des Rektorats oder der Fakultäten und unter Zustimmung des Senats zu „Ehrensenatoren“ ernannt werden. Darüber hinaus liegt es im Ermessen der Fakultäten, Persönlichkeiten den Titel eines Ehrendoktors zu verleihen. Prominente Inhaber der Ehrendoktorwürde an der Universität waren etwa Johannes Rau (1985) und Paul Spiegel (1985 bzw. 2004 durch die Philosophische Fakultät).
Ehrensenatoren der Universität waren (in chronologischer Reihenfolge ihrer Ernennung):
- Rudolf Groth (* 1909), ernannt 1970[83]
- Paul Mikat (1924–2011), ernannt 1978
- Rolf Schwarz-Schütte (1920–2019); ernannt 1994
- Esther Betz (* 1924), ernannt 1997
- Günther Wille (1922–2018[84]), ernannt 1999
- Gustav Adolph von Halem (1936–2024[85]); ernannt 2005
- Hans-Heinrich Grosse-Brockhoff (* 1949), ernannt 2005
- Bernd Hebbering (* 1939), ernannt 2005
- Harry Radzyner (1939–2020[86]), ernannt 2007
- Udo van Meeteren (1926–2024), ernannt 2007
- Brigitte Hiller (1940–2025) und Werner Hiller, ernannt 2021

## Logo

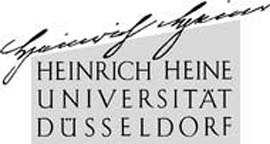
1990 bis 2010
2010 bis 2019
Seit 2019